# Gleichgeschlechtliche Ehe

Rechtliche Situation für gleichgeschlechtliche Paare
Gleichgeschlechtliche Ehen
Gesetzgebung oder verbindliches Gerichtsurteil zur Begründung gleichgeschlechtlicher Ehen
Anerkennung im Ausland geschlossener gleichgeschlechtlicher Ehen
Andere Formen gleichgeschlechtlicher Partnerschaften
Eingeschränkte rechtliche Anerkennung (Partnerschaftsurkunden usw.)
Eingeschränkte Anerkennung im Ausland geschlossener gleichgeschlechtlicher Ehen (Aufenthaltsrecht für Ehepartner)
Land unterliegt einem internationalen Gerichtsurteil zur Anerkennung gleichgeschlechtlicher Ehen
Keine Anerkennung gleichgeschlechtlicher Partnerschaften

Die gleichgeschlechtliche Ehe ist eine Zivilehe, in der beide Partner das gleiche Geschlecht haben. Neben der Eheschließung existieren in manchen Staaten andere Rechtsinstitute zur Anerkennung gleichgeschlechtlicher Paare, insbesondere in Form der eingetragenen Partnerschaft.
Das zivilrechtliche Konzept der Ehe umfasst eine Vielzahl von verbundenen Rechten und Pflichten, wie Erbrecht, Vertragsrecht und rechtliche Vertretung, Obsorge und (gemeinsame) Adoption, Aufenthaltsrecht, Steuerrecht, Versicherungswesen und Namensrecht, für die Partner und ihre Kinder.
Die „Ehe für alle“ bzw. „Öffnung der Ehe“ – wie die Einführung eines Rechts auf Eheschließung für gleichgeschlechtliche Paare oft genannt wird – bedeutet die Gewährung gleicher Rechte und die volle rechtliche Anerkennung gleichgeschlechtlicher Partnerschaften seitens des Staates. Es wird damit die Erwartung verbunden, dass sie auch zu einem Abbau der Diskriminierung homosexueller Menschen in der Gesellschaft beiträgt.
Der europäische Teil der Niederlande ermöglichte gleichgeschlechtlichen Paaren 2001 als erstes Land die Schließung einer Ehe. Derzeit ist gleichgeschlechtlichen Paaren in 39 Staaten (Andorra, Argentinien, Australien, Belgien, Brasilien, Chile, Costa Rica, Dänemark, Deutschland, Ecuador, Estland, Finnland, Frankreich, Griechenland, Irland, Island, Kanada, Kolumbien, Kuba, Liechtenstein, Luxemburg, Malta, Mexiko, Nepal, Neuseeland, Niederlande, Norwegen, Österreich, Portugal, Schweden, Schweiz, Slowenien, Spanien, Südafrika, Taiwan, Thailand, Uruguay, Vereinigte Staaten, Vereinigtes Königreich) landesweit die Eheschließung möglich. In weiteren Staaten gibt es derzeit Bemühungen, für gleichgeschlechtliche Paare die Möglichkeit zur Eheschließung zu schaffen (Siehe dazu auch den Detailartikel Rechtliche Situation für gleichgeschlechtliche Paare).

## Begriff
Häufig werden umgangssprachlich statt des Begriffs „gleichgeschlechtliche Ehe“ die Begriffe „Homo-Ehe“, „lesbische Ehe“, „schwule Ehe“ und „homosexuelle Ehe“ verwendet, mit den daran haftenden Einschränkungen bzw. semantischen Problemen. Beispielsweise kann mit „Homo-Ehe“ sowohl die gleichgeschlechtliche Ehe als auch die eingetragene Partnerschaft gemeint sein. Welche der beiden Möglichkeiten mit „Homo-Ehe“ letztlich genau gemeint ist, lässt sich dann nur mit Hintergrundwissen aus dem Zusammenhang erschließen. Der Ausdruck „lesbische Ehe“ umfasst keine Männerpaare. Der Ausdruck „schwule Ehe“ umfasst keine Frauenpaare.
In englischen Texten ist von same-sex marriage oder gay marriage, in französischen von mariage gay oder mariage homosexuel die Rede.
Um die Verallgemeinerung von der Ehe zwischen Mann und Frau zur Ehe zwischen zwei Menschen auszudrücken, kann man von einer „geschlechtsunabhängigen Ehe“ (das Recht auf Eheschließung gilt für alle Paare unabhängig vom Geschlecht der Partner) oder von einer „gleichberechtigten Ehe“ (alle Paare sind in gleicher Weise berechtigt, eine Ehe zu schließen) sprechen. Seit der französischen Präsidentschaftswahl 2012, bei der die Öffnung der Ehe ein Wahlversprechen des Wahlsiegers François Hollande war, hat sich auch außerhalb Frankreichs für denjenigen Ehebegriff, der die verschiedengeschlechtliche und gleichgeschlechtliche Ehe zusammenfasst, der von François Hollande geprägte Ausdruck „Ehe für alle“ (« mariage pour tous ») mehr und mehr durchgesetzt. Diese Ausdrücke unterscheiden sich somit gegenüber dem Ausdruck „gleichgeschlechtliche Ehe“ dadurch, dass sie verschiedengeschlechtliche und gleichgeschlechtliche Ehen unter einem Begriff zusammenfassen, wie es dem Gedanken der Gleichberechtigung aller Menschen entspricht. Allerdings lässt der Begriff „gleichberechtigte Ehe“ eher an die Gleichberechtigung zwischen Ehefrau und Ehemann denken, während der Begriff „Ehe für alle“ ignoriert, dass in allen Staaten mehr oder weniger weit reichende Eheverbote bezüglich Heirat unter Verwandten bestehen.

## Staaten und Regionen mit gleichgeschlechtlicher Ehe
Die folgende Tabelle gibt eine Übersicht über diejenigen Staaten und Teilgebiete von Staaten, in denen gleichgeschlechtliche Paare bereits das Recht auf zivile Eheschließung haben oder bald haben werden.
|    | Staat                  | in Kraft      | Beschluss                                       | durch          | Bemerkungen |
| -- | ---------------------- | ------------- | ----------------------------------------------- | -------------- | --- |
| 1  | Niederlande            | 1. Apr. 2001  | 21. Dez. 2000                                   | Parlament      | - In den Karibischen Niederlanden können gleichgeschlechtliche Paare seit 10. Oktober 2012 Ehen schließen. - In Aruba, Curaçao und Sint Maarten kann eine in den Niederlanden geschlossene Ehe registriert werden. Gesetze, die explizit die Verschiedengeschlechtlichkeit der Eheleute nennen, finden auf gleichgeschlechtliche Paare keine Anwendung. |
| 2  | Belgien                | 1. Juni 2003  | 13. Feb. 2003                                   | Parlament      | |
| 3  | Spanien                | 3. Juli 2005  | 1. Juli 2005                                    | Parlament      | |
| 4  | Kanada                 | 20. Juli 2005 | 20. Juli 2005                                   | Parlament      | - Bereits seit dem 10. Juni 2003 wurde die Ehe in acht von zehn Provinzen und einem von drei Territorien durch Gerichtsentscheidungen geöffnet. |
| 5  | Südafrika              | 30. Nov. 2006 | 28. Nov. 2006                                   | Parlament      | |
| 6  | Norwegen               | 1. Jan. 2009  | 27. Juni 2008                                   | Parlament      | |
| 7  | Schweden               | 1. Mai 2009   | 1. Apr. 2009                                    | Parlament      | |
| 8  | Portugal               | 5. Juni 2010  | 17. Mai 2010                                    | Parlament      | - Zunächst hatten gleichgeschlechtliche Ehepaare kein Recht auf die Adoption von Kindern. Am 18. Dezember 2015 wurde jedoch im Parlament ein Gesetz verabschiedet, das auch gleichgeschlechtlichen Paaren das gemeinschaftliche Adoptionsrecht sowie das Recht zur Stiefkind- oder Sukzessivadoption gibt. |
| 9  | Island                 | 27. Juni 2010 | 11. Juni 2010                                   | Parlament      | |
| 10 | Argentinien            | 22. Juli 2010 | 21. Juli 2010                                   | Parlament      | |
| 11 | Dänemark               | 15. Juni 2012 | 12. Juni 2012                                   | Parlament      | |
| 12 | Brasilien              | 16. Mai 2013  | 14. Mai 2013                                    | Gericht        | - Bereits seit dem 6. Januar 2012 wurde die Ehe in 15 von 26 Bundesstaaten und dem Bundesdistrikt durch Gerichtsentscheidungen geöffnet. |
| 13 | Frankreich             | 18. Mai 2013  | 17. Mai 2013                                    | Parlament      | |
| 14 | Uruguay                | 5. Aug. 2013  | 3. Mai 2013                                     | Parlament      | |
| 15 | Neuseeland             | 19. Aug. 2013 | 19. Apr. 2013                                   | Parlament      | - In Tokelau sind gleichgeschlechtliche Eheschließungen nicht möglich. |
| 16 | Luxemburg              | 1. Jan. 2015  | 4. Juli 2014                                    | Parlament      | |
| 17 | Vereinigte Staaten     | 26. Juni 2015 | 26. Juni 2015                                   | Gericht        | - Bereits seit dem 17. Mai 2004 wurde die Ehe in 38 von 50 Staaten, dem Bundesdistrikt und einem von fünf Territorien durch Gerichtsentscheidungen oder Parlamentsbeschlüsse geöffnet. - In Amerikanisch-Samoa sind gleichgeschlechtliche Eheschließungen nicht möglich. |
| 18 | Irland                 | 16. Nov. 2015 | 29. Okt. 2015                                   | Parlament      | - Ermöglicht wurde die Eheöffnung für gleichgeschlechtliche Paare durch einen Volksentscheid am 22. Mai 2015, der die Verfassung entsprechend änderte. |
| 19 | Kolumbien              | 28. Apr. 2016 | 7. Apr. 2016                                    | Gericht        | - Im April 2016 bestätigte das Verfassungsgericht in einer Grundsatzentscheidung die sofortige landesweite Eheöffnung. |
| 20 | Finnland               | 1. März 2017  | 12. Dez. 2014                                   | Parlament      | - Die Eheöffnung war bereits am 12. Dezember 2014 im Parlament beschlossen worden. Da die Umstellung jedoch noch Zeit in Anspruch nahm und über mehrere Einsprüche aus dem Volk entschieden werden musste, hat sich die Einführung verzögert. Am 17. Februar 2017 hat das finnische Parlament mit 120 zu 48 Stimmen (bei zwei Enthaltungen) die Eheöffnung letztinstanzlich bestätigt. |
| 21 | Malta                  | 1. Sep. 2017  | 12. Juli 2017                                   | Parlament      | |
| 22 | Deutschland            | 1. Okt. 2017  | 30. Juni 2017                                   | Parlament      | - Gesetz zur Einführung des Rechts auf Eheschließung für Personen gleichen Geschlechts |
| 23 | Australien             | 9. Jan. 2018  | 7. Dez. 2017                                    | Parlament      | |
| 24 | Österreich             | 1. Jan. 2019  | 4. Dez. 2017                                    | Gericht        | - Die Wortfolgen „verschiedenen Geschlechtes“ in § 44 des Allgemeinen bürgerlichen Gesetzbuches (ABGB) und „gleichgeschlechtlicher Paare“ in § 1, „gleichen Geschlechts“ in § 2 sowie die Ziffer 1 des § 5 Abs. 1 im Bundesgesetz über die eingetragene Partnerschaft (Eingetragene Partnerschaft-Gesetz – EPG) hat der Verfassungsgerichtshof (VfGH) mit Entscheidung vom 4. Dezember 2017 zum 31. Dezember 2018 als verfassungswidrig aufgehoben. Seit dem 1. Jänner 2019 sind in Österreich sowohl gleichgeschlechtliche Ehen als auch die Verpartnerung verschiedengeschlechtlicher Paare möglich. |
| 25 | Taiwan                 | 24. Mai 2019  | 17. Mai 2017                                    | Parlament      | - Im Mai 2017 entschied das Verfassungsgericht in Taiwan, dass die gleichgeschlechtliche Ehe in Taiwan innerhalb von zwei Jahren ermöglicht werden muss. Eine Gesetzesänderung erfolgte 2019. |
| 26 | Ecuador                | 8. Juli 2019  | 12. Juni 2019                                   | Gericht        | |
| 27 | Vereinigtes Königreich | 13. Jan. 2020 | 17. Juli 2013, 4. Februar 2014 und 9. Juli 2019 | Parlament      | - In England und Wales können gleichgeschlechtliche Paare seit 13. März 2014 Ehen schließen. - In Schottland können gleichgeschlechtliche Paare seit 16. Dezember 2014 Ehen schließen. - In Nordirland sind gleichgeschlechtliche Eheschließungen seit Februar 2020 möglich. |
| 28 | Costa Rica             | 26. Mai 2020  | 8. Aug. 2018                                    | Gericht        | - Das Gericht hatte 2018 dem Präsidenten zur Einführung eine Frist von 18 Monaten gesetzt. |
| 29 | Chile                  | 10. März 2022 | 7. Dez. 2021                                    | Parlament      | |
| 30 | Schweiz                | 1. Juli 2022  | 26. Sep. 2021                                   | Volksentscheid | - Die Ehe für alle wurde in einer Volksabstimmung mit 64,1 % der Stimmen angenommen. |
| 31 | Slowenien              | 8. Juli 2022  | 16. Juni 2022                                   | Gericht        | - Das Urteil des Verfassungsgerichts vom 16. Juni 2022 wurde am 8. Juli 2022 veröffentlicht und ist sofort wirksam geworden. |
| 32 | Kuba                   | 26. Sep. 2022 | 25. Sep. 2022                                   | Referendum     | Die Ehe für alle wurde bei einer Wahlbeteiligung von 74 % mit einer Mehrheit von 66,87 % angenommen. |
| 33 | Mexiko                 | 26. Okt. 2022 | 12. Juni 2015                                   | Gericht        | - Im Juni 2015 entschied der oberste Gerichtshof von Mexiko, dass das Verbot der gleichgeschlechtlichen Ehe gegen den Gleichbehandlungsgrundsatz in der mexikanischen Verfassung verstößt. |
| 34 | Andorra                | 17. Feb. 2023 | 21. Juli 2022                                   | Parlament      | |
| 35 | Nepal                  | 29. Juni 2023 | 28. Juni 2023                                   | Gericht        | Der Oberste Gerichtshof ordnete am 28. Juni 2023 eine vorläufige Ehe-Öffnung an, bis der Gesetzgeber die Forderung der Kläger umsetzt. Die Regierung erließ schrittweise entsprechende vorläufige Regelungen. Die erste gleichgeschlechtliche Ehe wurde am 29. November 2023 geschlossen. |
| 36 | Estland                | 1. Jan. 2024  | 20. Juni 2023                                   | Parlament      | |
| 37 | Griechenland           | 16. Feb. 2024 | 15. Feb. 2024                                   | Parlament      | Die gleichgeschlechtliche Ehe wurde mit 69,29 % der anwesenden Abgeordneten angenommen. |
| 38 | Liechtenstein          | 1. Jan. 2025  | 16. Mai 2024                                    | Parlament      | |
| 39 | Thailand               | 22. Jan. 2025 |                                                 | Parlament      | Unterhaus und Senat hatten dem Gesetz im Dezember 2023 mit großer Mehrheit zugestimmt. König Maha Vajiralongkorn billigte es im September 2024. |

## Historische Entwicklung und Initiativen zur Einführung
Die gleichgeschlechtliche Ehe ist ein relativ junges Phänomen, das erst zu Beginn des 21. Jahrhunderts ermöglicht wurde.
Aus dem Jahr 1580 wird allerdings von der Gründung einer portugiesischen Bruderschaft in der römischen Kirche San Giovanni a Porta Latina berichtet, deren Mitglieder versuchten, durch formale Eheschließung die religiöse Anerkennung ihrer Verbindung zu erreichen:

„Sie hätten eine Messe veranstaltet und darin Mann mit Mann die Ehe nach denselben Ritualen wie bei unsren Trauungen geschlossen, das dabei übliche Evangelium gelesen und gemeinsam die Kommunion genommen, um dann zusammenzuziehn und miteinander zu schlafen…… acht, neun Portugiesen dieser kuriosen Sekte hat man jedoch verbrannt.“

Im 20. Jahrhundert gab es lediglich eingetragene Partnerschaften, die Dänemark als erster Staat der Welt 1989 einführte. Der erste Staat der Welt, welcher die gleichgeschlechtliche Ehe erlaubte, waren die Niederlande 2001. In den folgenden Jahren kamen immer mehr Staaten hinzu, die eingetragene Partnerschaften bzw. die Ehe für gleichgeschlechtliche Paare eingeführt haben. Für die Zukunft ist eine deutliche Zunahme der Zahl derjenigen Staaten zu erwarten, die gleichgeschlechtlichen Paaren das Recht auf Eheschließung ermöglichen. Vor allem in Europa, Lateinamerika sowie in der sonstigen westlichen Welt sind eine Vielzahl von Staaten diesbezüglich aufgeschlossen.
In diesem Abschnitt werden geographisch nach Kontinenten geordnet weltweit die historischen Entwicklungen in denjenigen Staaten genauer beschrieben, in denen das Recht auf gleichgeschlechtliche Eheschließung entweder bereits besteht oder bald bestehen wird bzw. in denen es zumindest Initiativen zur Einführung des Rechts auf gleichgeschlechtliche Eheschließung gibt. Wenn es weder eine staatliche Anerkennung in einem bestimmten Land gibt, noch ausreichende Informationen zur Meinung der jeweiligen Bevölkerung vorliegen, werden diese Staaten nicht aufgelistet.

### Europa

Rechtliche Situation für gleichgeschlechtliche Paare in Europa
Gleichgeschlechtliche Ehe
Eingetragene Partnerschaft
Unregistrierte Partnerschaft
Keine Anerkennung
Verfassungsverbot der gleichgeschlechtlichen Ehe

In Europa sind es derzeit vor allem west- und nordeuropäische Staaten, in denen gleichgeschlechtliche Paare das Recht auf Eheschließung haben. In einigen mittel- und südeuropäischen Staaten, wie beispielsweise Italien, dürfen gleichgeschlechtliche Paare derzeit nur eingetragene Partnerschaften schließen. Dort gab und gibt es jedoch bereits einige Initiativen zur Einführung gleichgeschlechtlicher Ehen. In Ost- und Südosteuropa erhalten gleichgeschlechtliche Partnerschaften dagegen vorwiegend überhaupt keine rechtliche Anerkennung; aufgrund der im Vergleich zur nordwesteuropäischen Bevölkerung homophoberen Bevölkerung in Ost- und Südosteuropa haben es Initiativen zur rechtlichen Gleichstellung gleichgeschlechtlicher Paare in Ost- und Südosteuropa deutlich schwerer. Zusammenfassend sind hinsichtlich der rechtlichen Anerkennung gleichgeschlechtlicher Paare in Europa sowohl ein West-Ost-Gefälle als auch ein Nord-Süd-Gefälle erkennbar.
In der Europäischen Union gilt, dass in einem Mitgliedstaat, in dem Paaren die Schließung einer Ehe und/oder Begründung einer eingetragenen Partnerschaft möglich ist, Eheurkunden und Partnerschaftsurkunden, die in einem anderen Mitgliedstaat ausgestellt wurden, in Hinsicht der Personenfreizügigkeit anerkannt werden. Der nicht freizügigkeitsberechtigte Partner hat ein Anrecht auf eine Aufenthaltsgenehmigung. Die Zuerkennung darüber hinausgehender Rechte obliegt der ausschließlichen Kompetenz der Mitgliedstaaten.
Obwohl der Europäische Gerichtshof für Menschenrechte (EGMR) bislang kein Recht für gleichgeschlechtliche Paare auf Eheschließung anerkannt hat, entwickelte sich seine Rechtsprechung über die Jahrzehnte hin zu einer freundlicheren Haltung gegenüber gleichgeschlechtlichen Paaren. Dies wurde zuletzt in einem Urteil deutlich, in dem eine Klage eines österreichischen Paares abgewiesen wurde, das auf das Recht zur Eingehung einer Ehe geklagt hatte. Mit der Einführung der eingetragenen Partnerschaft in Österreich (→ Eingetragene-Partnerschaft-Gesetz (EPG)) acht Jahre nach der Klageerhebung seien wesentliche Argumente der Kläger nicht mehr zutreffend. Gleichzeitig erkannte der Gerichtshof aber an, dass die Standards der europäischen Länder in diesem Bereich sich fortentwickeln. So verwarf er seine bisherige Argumentation, nach der gleichgeschlechtliche Paare kein „Familienleben“, sondern nur „Privatleben“ führen, und befand, dass Art. 8 EMRK (Respekt für Familienleben) mit Art. 14 EMRK (Diskriminierungsverbot) vereinbar sei, so dass sich andere mögliche Fälle ergeben könnten, in denen gleichgeschlechtliche Paare sich auf Art. 8 EMRK berufen könnten.
Eine 2006 durchgeführte Umfrage innerhalb der EU mit dem Thema Befürworten Sie gleichgeschlechtliche Ehen? ergab eine durchschnittliche Zustimmung von 44 %. Dabei gab es die größte Zustimmung in den Niederlanden mit 82 %, gefolgt von Schweden mit 71 %. Deutschland lag mit 52 % Zustimmung auf Platz sieben, Österreich mit 49 % auf Platz acht. In Polen, Griechenland, Bulgarien und Rumänien lag die Zustimmung allerdings unter 20 %. Bei der Frage, ob auch Adoptionen durch gleichgeschlechtliche Paare befürwortet werden, waren die Werte durchgehend niedriger.
Seitdem ist die Zustimmung deutlich gestiegen. Führend unter den sieben untersuchten Ländern waren laut einer YouGov-Umfrage vom 6. Januar 2013 Schweden und Dänemark mit jeweils 79 % Zustimmung. Auch Adoptionen durch gleichgeschlechtliche Paare werden der Umfrage zufolge in sechs der sieben Länder mehrheitlich befürwortet.

#### Albanien
In Albanien haben gleichgeschlechtliche Paare kein Recht auf Eheschließung.
Am 29. Juli 2009 erklärte der damalige Premierminister Sali Berisha, dass seine Regierung die Öffnung der Ehe beabsichtige. Es folgten jedoch keine Taten, da der Regierung im Parlament die für die Eheöffnung nötige Stimmenmehrheit fehlte.
| Umfrageinstitut | Datum         | Dafür | Dagegen |
| --------------- | ------------- | ----- | ------- |
| Ipsos           | Dezember 2022 | 26 %  | 70 %    |

#### Andorra
In Andorra haben gleichgeschlechtliche Paare ab 2023 ein Recht auf Eheschließung.
Am 31. März 2014 brachte die Sozialdemokratische Partei einen Gesetzentwurf zur Öffnung der Ehe ins Parlament ein. Am 29. Mai 2014 stimmte eine Mehrheit im Parlament jedoch gegen die Öffnung der Ehe.

#### Belgien
In Belgien haben gleichgeschlechtliche Paare das Recht auf Eheschließung.
Als zweites Land der Welt öffnete Belgien im Jahr 2003 die Ehe.
| Umfrageinstitut     | Datum             | Dafür | Dagegen |
| ------------------- | ----------------- | ----- | ------- |
| Ifop                | 29. Mai 2013      | 71 %  | 29 %    |
| Eurobarometer       | Mai/Juni 2015     | 77 %  | 20 %    |
| Pew Research Center | April–August 2017 | 82 %  | 10 %    |

#### Bulgarien
In Bulgarien haben gleichgeschlechtliche Paare kein Recht auf Eheschließung.
Artikel 46 der bulgarischen Verfassung definiert die Ehe als Verbindung zwischen einem Mann und einer Frau. Für die Einführung des Rechts auf gleichgeschlechtliche Eheschließung ist somit eine Verfassungsänderung notwendig.
Im Jahr 2012 sagte der damalige bulgarische Premierminister Bojko Borissow, dass für die Einführung des Rechts auf gleichgeschlechtliche Eheschließung die Gesellschaft zunächst die Bereitschaft dazu zeigen müsse.
| Umfrageinstitut | Datum         | Dafür | Dagegen |
| --------------- | ------------- | ----- | ------- |
| Eurobarometer   | Mai/Juni 2015 | 17 %  | 68 %    |

#### Dänemark
In Dänemark haben gleichgeschlechtliche Paare das Recht auf Eheschließung.
Nachdem Dänemark bereits 1989 als erstes Land überhaupt die standesamtliche Verbindung gleichgeschlechtlicher Paare („registrierte Partnerschaften“) zugelassen hatte, stimmte das Parlament am 7. Juni 2012 mit einer klaren Mehrheit (85 gegen 24 Stimmen) für ein Gesetz, das die Ehe für gleichgeschlechtliche Paare öffnet und hier auch kirchliche Trauungen legalisiert. Es war von Manu Sareen, Minister für Gleichstellung und Kirche und Minister für nordische Zusammenarbeit in der Regierung von Ministerpräsidentin Helle Thorning-Schmidt, eingebracht worden. Die Neuregelung, die am 15. Juni 2012 in Kraft trat, gilt für alle Mitglieder der Volkskirche. Gleichgeschlechtliche Ehen werden zukünftig auch dem Wort nach als „Ehen“ eingestuft anstatt als „registrierte Partnerschaften“. Dennoch können Pastoren individuell gleichgeschlechtliche Eheschließungen ablehnen.
Das Parlament Grönlands stimmte am 26. Mai 2015 einstimmig einer Resolution zur Teilnahme am dänischen Ehegesetz in seiner aktuellen Version zu. Im Parlament Dänemarks fand am 26. Mai 2015 die erste Lesung zum Gesetzentwurf zur Anwendung der derzeit in Dänemark geltenden Fassung des Ehegesetzes auf Grönland statt. Aufgrund der Parlamentswahlen im Juni 2015 wurde der Gesetzentwurf hinfällig und am 29. Oktober 2015 erneut eingebracht. Die erste Lesung fand am 5. November 2015 statt. Das Gesetz zur Eheöffnung in Grönland wurde am 1. April 2016 rechtskräftig.
Das Parlament der Färöer befürwortete am 29. April 2016 die Einführung der gleichgeschlechtlichen Ehe. Das dänische Parlament strich in der Folge im April 2017 denjenigen Artikel im Ehegesetz, der die Färöer von der Gültigkeit der gleichgeschlechtlichen Ehe ausnahm, und am 3. Mai 2017 erfolgte die Unterzeichnung der Gesetzesrevision durch die Königin.
| Umfrageinstitut     | Datum             | Dafür | Dagegen |
| ------------------- | ----------------- | ----- | ------- |
| YouGov              | 27. Dezember 2012 | 79 %  | 16 %    |
| Eurobarometer       | Mai/Juni 2015     | 87 %  | 9 %     |
| Pew Research Center | April–August 2017 | 86 %  | 9 %     |

#### Deutschland
In Deutschland haben gleichgeschlechtliche Paare das Recht auf Eheschließung; am 1. Oktober 2017 ist ein Gesetz in Kraft getreten, das ihnen die Eheschließung ermöglicht. Zuvor konnten gleichgeschlechtliche Paare in Deutschland nur eine eingetragene Lebenspartnerschaft schließen, welche im Vergleich zur Zivilehe mit den gleichen Pflichten, aber weniger Rechten ausgestattet ist. Die Begründung neuer eingetragener Lebenspartnerschaften ist seit dem 1. Oktober 2017 nicht mehr möglich. Bestehende Partnerschaften bleiben aber bestehen.
Seit dem 23. Juli 2009 ist es bereits ausnahmsweise möglich, dass, wenn in einer verschiedengeschlechtlichen Ehe ein Partner das personenstandsrechtliche Geschlecht ändert, die Ehe nach deutschem Recht weiterhin Bestand hat, obwohl beide Partner dann das gleiche Geschlecht haben. Die Ehe darf nach der ersatzlosen Streichung des § 8 Abs. 1 Nr. 2 Transsexuellengesetz ungeschmälert fortgeführt werden. Dieser vergleichsweise seltene Fall wurde von Befürwortern der gleichgeschlechtlichen Ehe als ein Argument für die generelle Öffnung der Ehe angeführt; so auch in der Begründung zu dem am 30. Juni 2017 verabschiedeten Gesetz.
SPD, Bündnis 90/Die Grünen, Die Linke und FDP forderten die Öffnung der Zivilehe für gleichgeschlechtliche Paare. Die Piratenpartei forderte die Abschaffung der Zivilehe bei gleichzeitiger Öffnung der eingetragenen Lebenspartnerschaft für verschiedengeschlechtliche Paare sowie die Öffnung der eingetragenen Lebenspartnerschaft für mehr als zwei Personen. Teile der CDU und CSU lehnten eine Öffnung der Zivilehe für gleichgeschlechtliche Paare strikt ab.
Im April 2010 brachte der Senat von Berlin einen Entschließungsantrag zur Öffnung der Ehe für gleichgeschlechtliche Paare in den Bundesrat ein. Dieser scheiterte jedoch am Widerstand der von CDU, CSU und FDP regierten Bundesländer. Im Anschluss daran brachte Bündnis 90/Die Grünen im Oktober 2010 einen Gesetzentwurf zur Gleichstellung der eingetragenen Partnerschaft mit der Ehe in den Bundestag ein. Dieser scheiterte jedoch im Bundestag am Widerstand von CDU, CSU und FDP. Auch mehrere weitere Versuche von SPD, Bündnis 90/Die Grünen und der Partei Die Linke zur weiteren Gleichstellung der eingetragenen Partnerschaft mit der Ehe oder der Öffnung der Ehe für gleichgeschlechtliche Paare scheiterten am Widerstand der schwarz-gelben Koalition. Die FDP begründete ihr regelmäßiges Stimmverhalten gegen die Öffnung der Zivilehe und gegen die Gleichstellung von eingetragenen Lebenspartnerschaften damit, dass ihr die Treue zum Koalitionspartner CDU/CSU wichtiger sei als die rechtliche Gleichstellung gleichgeschlechtlicher Paare.
Im Juni 2011 beschloss das Bundesland Hamburg mit den Stimmen von SPD, der Grün-Alternativen Liste und der Partei Die Linke, eine Bundesratsinitiative zur Öffnung der Ehe für gleichgeschlechtliche Paare zu starten. CDU und FDP stimmten dagegen. Am 29. Juni 2011 brachte Bündnis 90/Die Grünen einen Gesetzentwurf zur Öffnung der Ehe für gleichgeschlechtliche Paare in den Bundestag ein. Dieser wurde nur von Der Linken unterstützt. Am 28. Juni 2012 wurde im Bundestag über einen Entwurf eines Gesetzes zur Einführung des Rechts auf Eheschließung für Personen gleichen Geschlechts abgestimmt. Bei 260 Ja-Stimmen zu 309 Nein-Stimmen wurde die Öffnung der Ehe für gleichgeschlechtliche Paare mit den Stimmen von CDU, CSU und FDP abgelehnt. Die FDP begründete ihr Abstimmverhalten erneut mit ihrer Koalitionstreue gegenüber der CDU/CSU.
Bei der Bundestagswahl 2013 erhielt die FDP nur 4,8 Prozent der Stimmen und kam nicht in den 18. Bundestag. CDU/CSU und SPD bildeten eine Koalition und vereinbarten in ihrem Koalitionsvertrag, bestehende Diskriminierungen von gleichgeschlechtlichen Lebenspartnerschaften beenden zu wollen. Sie konnten sich aber nicht auf eine Öffnung der Ehe oder die völlige rechtliche Gleichstellung der eingetragenen Lebenspartnerschaft mit der Ehe einigen. Noch während der Koalitionsverhandlungen brachte Die Linke am 23. Oktober 2013 einen Gesetzentwurf zur Öffnung der Ehe in den Bundestag ein. Der Gesetzentwurf wurde vom Plenum des Bundestags am 19. Dezember 2013 in die Ausschüsse des Bundestages überwiesen.
Im Juni 2015 sprachen sich über 150 prominente Personen aus Politik, Sport, Kultur, Wissenschaft und Wirtschaft in einem offenen Brief an Bundeskanzlerin Angela Merkel dafür aus, die Ehe für gleichgeschlechtliche Paare zu öffnen.
2020 betrug die Anzahl der gleichgeschlechtlichen Ehen in Deutschland 163.000. Etwa ein Drittel davon waren Frauenpaare. 2022 waren knapp 3 Prozent von 781.500 geschlossenen Ehen gleichgeschlechtliche Ehen.

##### Urteile des Bundesverfassungsgerichts
Artikel 6 Absatz 1 des deutschen Grundgesetzes stellt Ehe und Familie unter den besonderen Schutz der staatlichen Ordnung. Das Bundesverfassungsgericht hat am 17. Juli 2002 geurteilt, dass der Schutz der Ehe nicht in Gefahr ist, wenn gleichgeschlechtliche Lebenspartner gleiche Rechte erhielten:

„Der besondere Schutz der Ehe in Art. 6 Abs. 1 GG hindert den Gesetzgeber nicht, für die gleichgeschlechtliche Lebenspartnerschaft Rechte und Pflichten vorzusehen, die denen der Ehe gleich oder nahe kommen.“

Am 7. Juli 2009 urteilte das Bundesverfassungsgericht noch deutlicher:

„Es ist verfassungsrechtlich nicht begründbar, aus dem besonderen Schutz der Ehe abzuleiten, dass andere Lebensgemeinschaften im Abstand zur Ehe auszugestalten und mit geringeren Rechten zu versehen sind.“

Am 19. Februar 2013 stellte das Bundesverfassungsgericht im Rahmen seines Urteils zum Sukzessivadoptionsrecht zudem klar, dass auch gleichgeschlechtliche Lebenspartner mit Kindern eine Familie sind, die gemäß Artikel 6 Absatz 1 der Verfassung unter dem besonderen Schutz der staatlichen Ordnung steht:

„Leben eingetragene Lebenspartner mit dem leiblichen oder angenommenen Kind eines Lebenspartners in sozial-familiärer Gemeinschaft, bilden sie mit diesem eine durch Art. 6 Abs. 1 GG geschützte Familie im Sinne des Grundgesetzes.“

In der Begründung des Urteils vom 19. Februar 2013 findet sich zudem folgende Aussage des Bundesverfassungsgerichts, die zeigt, dass das Bundesverfassungsgericht es als einen Verstoß gegen den Gleichbehandlungsgrundsatz in Artikel 3 Absatz 1 des Grundgesetzes ansieht, wenn gleichgeschlechtliche Paare nicht exakt dieselben adoptionsrechtlichen Möglichkeiten erhalten wie verschiedengeschlechtliche Paare:

„Unterschiede zwischen Ehe und eingetragener Lebenspartnerschaft, welche die ungleiche Ausgestaltung der Adoptionsmöglichkeiten rechtfertigen könnten, bestehen nicht.“

Neben den oben erwähnten Urteilen gab es in den letzten Jahren noch vier weitere Urteile des Bundesverfassungsgerichts zur rechtlichen Gleichstellung gleichgeschlechtlicher Lebenspartner in einzelnen Rechtsbereichen.
Jedem dieser Gleichstellungsurteile ging eine Blockade der entsprechenden Gleichstellung seitens CDU, CSU und FDP im Bundestag voraus (siehe oben), so dass das Bundesverfassungsgericht die jeweilige Gleichstellung per Urteil erzwingen musste. Bundeskanzlerin Angela Merkel, CDU und CSU behaupteten dagegen öffentlich weiterhin entgegen der seit mehr als elf Jahren geltenden, verbindlichen und oben zitierten Rechtsprechung des Bundesverfassungsgerichts, dass man wegen des besonderen Schutzes von Ehe und Familie in Artikel 6 Absatz 1 der Verfassung gleichgeschlechtliche Lebenspartner rechtlich nicht mit Eheleuten gleichstellen könne.
Aufgrund der klaren Rechtsprechungslinie des Bundesverfassungsgerichts zu den Rechten gleichgeschlechtlicher Paare waren sich zahlreiche Verfassungsrechtsexperten sicher, dass das Bundesverfassungsgericht der Öffnung der Ehe aus verfassungsrechtlicher Sicht zustimmen würde. CDU, CSU und FDP behaupten dagegen, dass zur Öffnung der Ehe eine vorherige Verfassungsänderung nötig sei (Stand 2013).

##### Gesetzliche Regelung

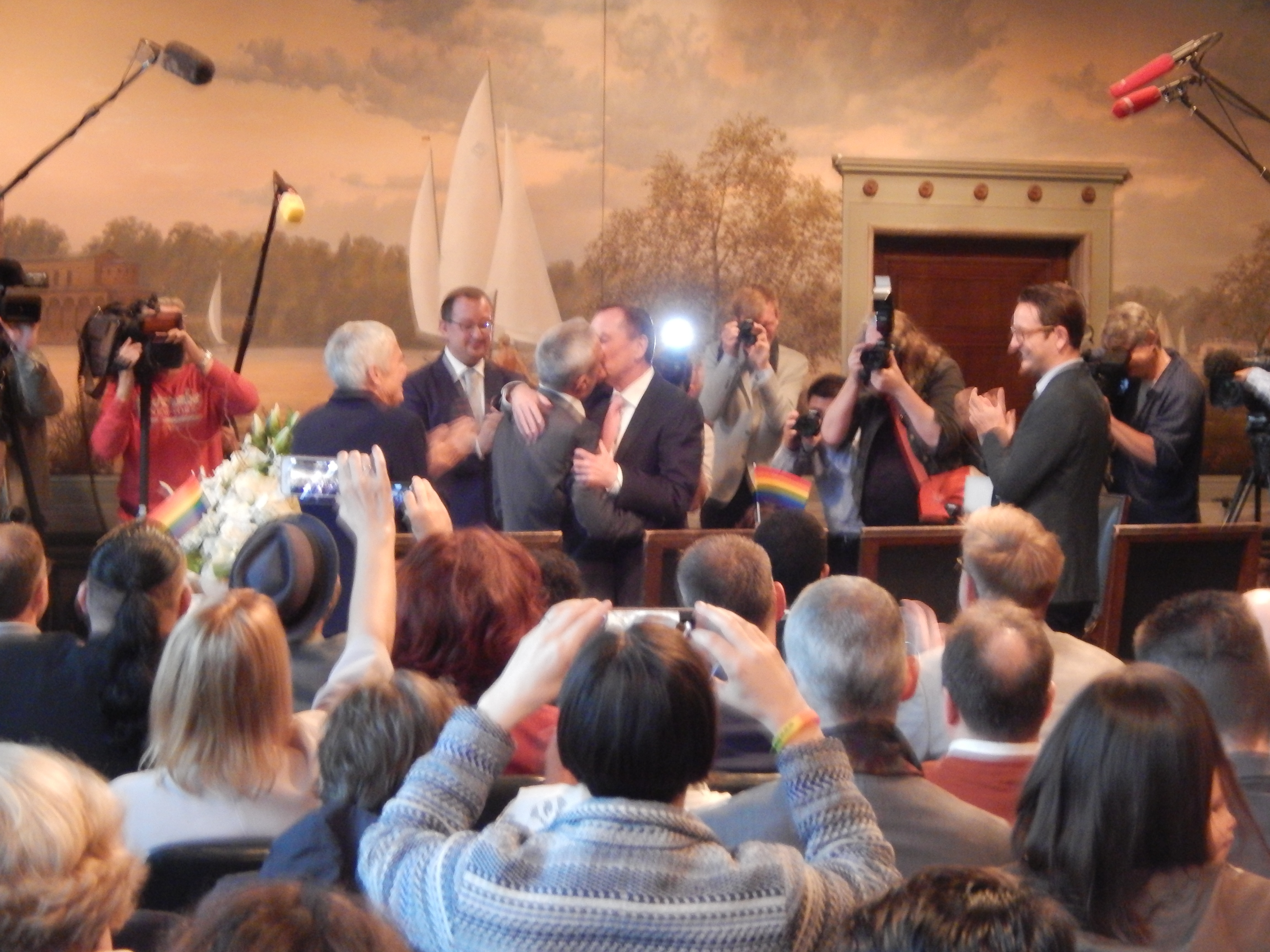
Erste gleichgeschlechtliche Eheschließung am 1. Oktober 2017 im Goldenen Saal des Rathauses Schöneberg

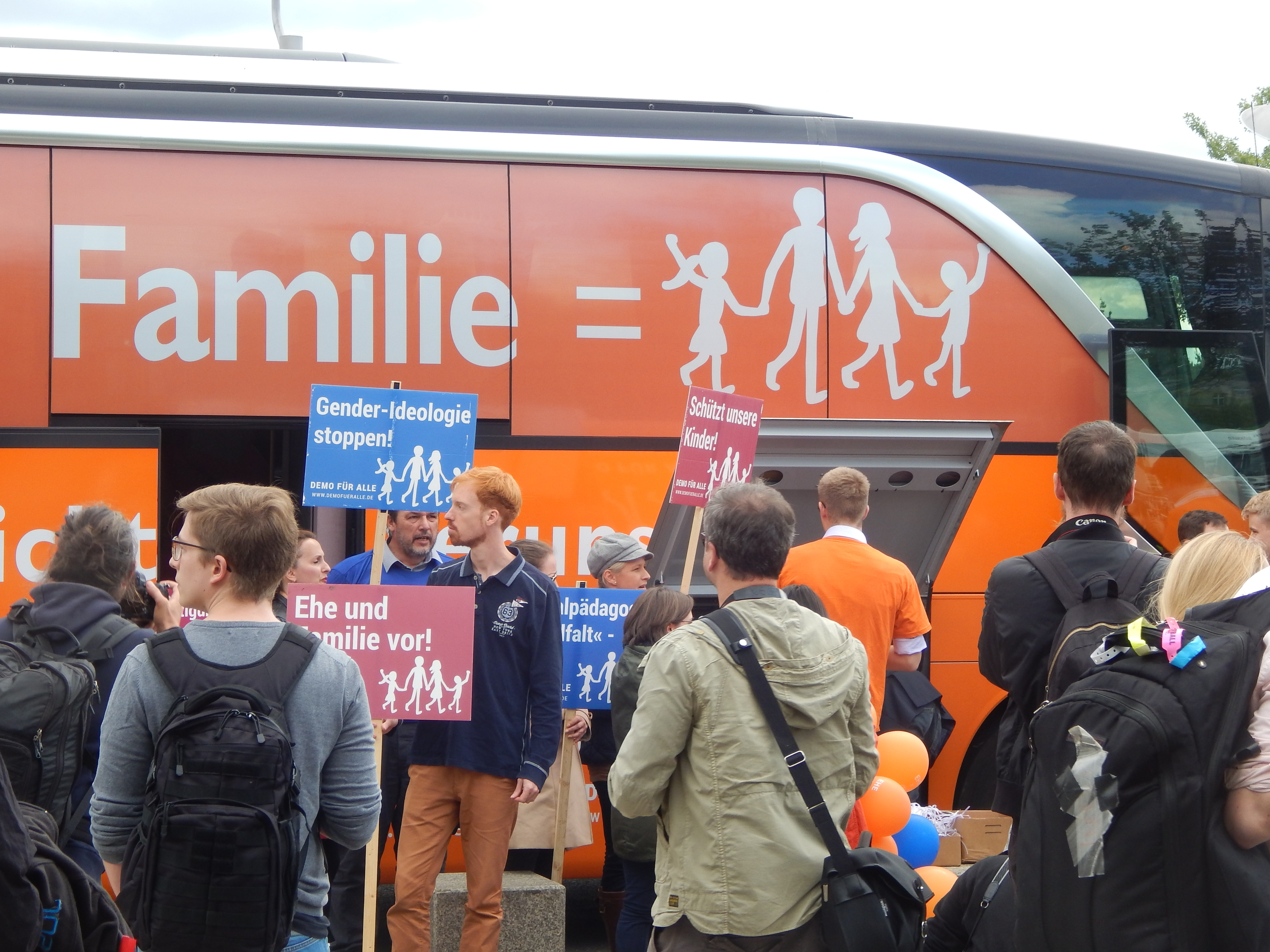
Gegen-Demo am 15. September 2017 vor dem Bundeskanzleramt: Demo für alle

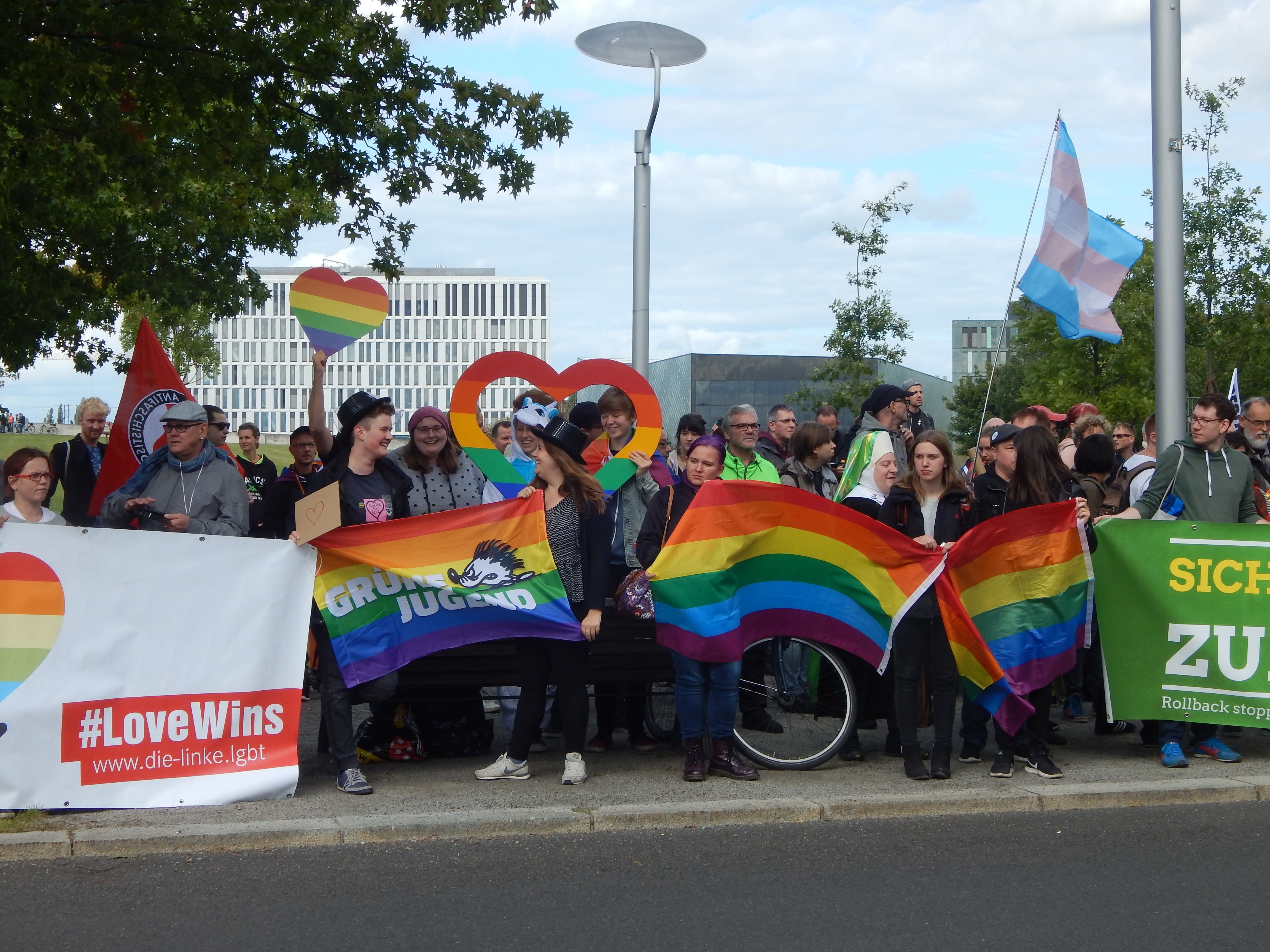
Gegen-Gegen-Demo am 15. September 2017 vor dem Bundeskanzleramt: Ehe für alle

Nachdem Bündnis 90/Die Grünen, FDP und SPD im Juni 2017 die Öffnung der Ehe für gleichgeschlechtliche Paare zur Bedingung für eine Koalition nach der Bundestagswahl 2017 gemacht hatten, äußerte sich Bundeskanzlerin Merkel bei einer Podiumsdiskussion am 26. Juni 2017 auf die Frage „Wann darf ich meinen Freund Ehemann nennen?“ eines Teilnehmers dahingehend, dass sie sich eine Diskussion wünsche, die „eher in Richtung einer Gewissensentscheidung geht“. Eine für Merkel einschneidende Begebenheit hinsichtlich des Adoptionsrechts für gleichgeschlechtliche Paare soll ein lesbisches Paar in ihrem Wahlkreis gewesen sein, das mehrere Pflegekinder aufgenommen hatte. Denn wenn der Staat einem gleichgeschlechtlichen Paar Kinder zur Pflege gebe, könne sie nicht mehr so leicht mit der Frage des Kindeswohls (wie vor der Bundestagswahl 2013) argumentieren.
Am 28. Juni 2017 billigte daraufhin der Rechtsausschuss des Bundestags in seiner letzten Sitzung vor der Sommerpause mit den Stimmen von SPD, Linken und Grünen eine 2015 vom Bundesrat beschlossene Initiative des Bundeslandes Rheinland-Pfalz. Bei der letzten Bundestagssitzung vor der Sommerpause am 30. Juni 2017 wurde der Gesetzentwurf mit den Stimmen von SPD, Linken und Grünen auf die Tagesordnung gesetzt. Bei der Abstimmung stimmten 393 Abgeordnete für die Gesetzesvorlage, 226 dagegen und 4 enthielten sich. Die Fraktionen der SPD, der Linken und der Grünen stimmten geschlossen dafür. Von der CDU/CSU-Fraktion stimmten 75 der 304 anwesenden Abgeordneten – 68 von der CDU (26,9 % aller CDU-Abgeordneten) und 7 von der CSU (12,5 % aller CSU-Abgeordneten) – dafür, 225 Unionsabgeordnete stimmten gegen den Gesetzesvorschlag. Unter den zustimmenden CDU-Abgeordneten waren u. a. CDU-Generalsekretär Peter Tauber, Kanzleramtsminister Peter Altmaier, der familienpolitische Fraktionssprecher Marcus Weinberg und die beiden früheren Bundesfamilienministerinnen Ursula von der Leyen und Kristina Schröder; Bundeskanzlerin Angela Merkel stimmte dagegen.
Am 7. Juli 2017 ließ auch der Bundesrat das vom Bundestag beschlossene Gesetz passieren. Es handelte sich um ein Einspruchsgesetz; die bayerische Staatsregierung erklärte, auf eine Anrufung des Vermittlungsausschusses zu verzichten. Bundespräsident Steinmeier fertigte das Gesetz am 20. Juli 2017 aus. Am 28. Juli 2017 wurde es im Bundesgesetzblatt verkündet.
Am 1. Oktober 2017 trat das Gesetz zur Einführung des Rechts auf Eheschließung für Personen gleichen Geschlechts in Kraft. Am 6. März 2018 verzichtete Bayerns Staatsregierung auf eine Klage vor dem Bundesverfassungsgericht.
| Partei       | Dafür  | Dagegen | Enthaltung |
| ------------ | ------ | ------- | ---------- |
| CDU/CSU      | 075    | 225     | 4          |
| SPD          | 192    | 000     | 0          |
| Linke        | 063    | 000     | 0          |
| Grüne        | 063    | 000     | 0          |
| Fraktionslos | 000    | 001     | 0          |
| Gesamt       | 393    | 226     | 4          |
| Gesamt       | 63,1 % | 36,3 %  | 0,6 %      |

| Umfrageinstitut     | Datum             | Dafür  | Dagegen |
| ------------------- | ----------------- | ------ | ------- |
| YouGov              | 6. Jan. 2013      | 66 %   | 24 %    |
| Ipsos               | 21. Mai 2013      | 67 %   | 20 %    |
| Ifop                | 29. Mai 2013      | 74 %   | 26 %    |
| Emnid               | 23. Feb. 2014     | 68 %   | 27 %    |
| SUZ                 | 12. Jan. 2017     | 82,6 % | 17,4 %  |
| Pew Research Center | April–August 2017 | 75 %   | 23 %    |

#### Estland
Das Einkammerparlament Estlands stimmte am 20. Juni 2023 für die Öffnung der Ehe für gleichgeschlechtliche Paare. Das beschlossene Gesetz trat mit dem 1. Januar 2024 in Kraft und gibt gleichgeschlechtlichen Paaren auch erstmals die Möglichkeit zur gemeinschaftlichen Adoption und zur Stiefkindadoption.
Bereits im Januar 2017 hatte der Verwaltungsgerichtshof von Tallinn entschieden, dass eine gleichgeschlechtliche Ehe zwischen zwei Männern, die im Ausland geheiratet haben, in Estland anerkannt werden müsse.
| Umfrageinstitut   | Datum              | Dafür | Dagegen |
| ----------------- | ------------------ | ----- | ------- |
| ASi               | 13. September 2012 | 34 %  | 60 %    |
| EHRC              | 10. April 2017     | 39 %  | 53 %    |
| Turu-uuringute AS | 9. Mai 2023        | 53 %  | 39 %    |

#### Finnland
In Finnland haben gleichgeschlechtliche Paare seit dem 1. März 2017 das Recht auf Eheschließung.
Im September 2013 startete eine Unterschriftensammlung der Organisation Tahdon 2013 mit dem Ziel, über eine Volksinitiative einen Gesetzesentwurf zur Änderung des Ehegesetzes in das Parlament einzubringen. Die Aktivisten sammelten bei ihrer Kampagne über 160.000 Unterschriften.
Der Entwurf wurde am 13. Dezember 2013 in das Parlament eingebracht; die erste Lesung fand am 20. Februar 2014 statt. Im Justizausschuss fand am 25. Juni 2014 eine Abstimmung statt, in der der Entwurf mit 10 zu 6 Stimmen abgelehnt wurde. Der Bericht, mit der Empfehlung an das Plenum, das Gesetzesvorhaben zu verwerfen, wurde am 20. November 2014 veröffentlicht. In einer Parlamentsabstimmung am 28. November 2014 wurde der Bericht jedoch mit 105 zu 92 Stimmen abgewiesen. Der Gesetzesentwurf wurde am 3. Dezember 2014 vom Großen Ausschuss und am folgenden Tag nochmals vom Plenum beraten. Am 12. Dezember 2014 wurde der Gesetzentwurf in einer Parlamentsabstimmung mit 101 zu 90 Stimmen angenommen.
Damit das reformierte Ehegesetz seine Wirkung entfalten und tatsächlich auf gleichgeschlechtliche Paare angewandt werden konnte, mussten jedoch noch Rahmengesetze verabschiedet werden. Ein entsprechender Gesetzesentwurf wurde am 15. Oktober 2015 in das Parlament eingebracht. Die erste Lesung fand am 22. Oktober 2015 statt. Am 11. Dezember 2015 empfahl der Rechtsausschuss die Annahme des Gesetzentwurfs mit einigen Änderungen. Der Gesetzentwurf wurde am 17. Februar 2016 in einer Parlamentsabstimmung mit 106 zu 42 Stimmen angenommen. Das Gesetz trat am 1. März 2017 in Kraft.
| Umfrageinstitut     | Datum             | Dafür | Dagegen |
| ------------------- | ----------------- | ----- | ------- |
| Taloustutkimus      | 13. Mai 2014      | 65 %  | 27 %    |
| Pew Research Center | April–August 2017 | 64 %  | 26 %    |

#### Frankreich
In Frankreich haben gleichgeschlechtliche Paare seit dem 18. Mai 2013 das Recht auf Eheschließung. An diesem Tag trat das entsprechende Gesetz in Kraft. Frankreich war damit das 9. Land in Europa und das 14. Land weltweit, das die gleichgeschlechtliche Ehe einführte. Das erste gleichgeschlechtliche Paar schloss am 29. Mai 2013 in Montpellier die Ehe. Dabei war Gleichstellungsministerin Najat Vallaud-Belkacem anwesend, allerdings nicht in offizieller Funktion, sondern als Freundin des Paares.
Seit 1999 gab es bereits den zivilen Solidaritätspakt (Pacte civil de solidarité, PACS), eine eingetragene Lebensgemeinschaft, die sowohl Paaren gleichen als auch unterschiedlichen Geschlechts offensteht.
2011 hatte das Verfassungsgericht in Paris entschieden, dass es nicht gegen die Verfassung verstoße, gleichgeschlechtlichen Paaren die Ehe zu verwehren. Gleichzeitig sei dem Gesetzgeber freigestellt, ob er gleichgeschlechtlichen Paaren die Ehe ermöglichen wolle. Die konservative Regierung unter dem Staatsoberhaupt Nicolas Sarkozy hatte sich jedoch stets dagegen ausgesprochen.
Die Präsidentschaftswahlen im Mai 2012 gewann François Hollande, der im Wahlkampf versprochen hatte, die gleichgeschlechtliche Ehe einzuführen. Ein entsprechender Gesetzesentwurf, der zudem ein gemeinschaftliches Adoptionsrecht beinhaltete, wurde im November 2012 vom Kabinett verabschiedet und am 12. Februar 2013 in der Nationalversammlung beschlossen. Am 9. April 2013 stimmten auch die Abgeordneten des Senats, in dem die Regierungsparteien über die Mehrheit verfügten, dem Entwurf zu. Die übrigen Teilgesetze, darunter auch das gemeinschaftliche Adoptionsrecht, wurden einen Tag später beschlossen. Eine zweite Lesung des Gesetzes im Parlament erfolgte im Mai 2013.
Das Vorhaben sorgte für erbitterte Kontroversen in der Öffentlichkeit. Als Hintergrund wurde auf eine seit der Französischen Revolution bestehende Spaltung des Landes in Anhänger und Gegner der Monarchie und der Rechte der katholischen Kirche verwiesen. Im Januar 2013 demonstrierten zwischen 300.000 (laut Polizei) und 800.000 (laut der demonstrierenden Organisation) Menschen gegen die Einführung der gleichgeschlechtlichen Ehe. Kurz darauf demonstrierten 125.000 (Polizei) / 400.000 (Organisation) Menschen für die Einführung der gleichgeschlechtlichen Ehe. Zwischen den Abstimmungen in den verschiedenen Kammern gab es weitere Protestaktionen der Gegner des Projektes, u. a. eine weitere Massendemonstration Ende März in Paris, die je nach Quelle zwischen 300.000 (Polizei) und 1,4 Millionen (Organisation) Personen versammelte.
Am 12. Februar 2013 nahm die Nationalversammlung das Gesetz zur Eheöffnung und das Recht gleichgeschlechtlicher Ehepaare, Kinder zu adoptieren, mit einer Mehrheit von 329 zu 229 Stimmen an. Die bürgerlichen Oppositionsparteien stimmten nahezu geschlossen dagegen.
| Groupe | Groupe                                  | Pro | Kontra | Neutral | Abstimmende/Gesamt |
| ------ | --------------------------------------- | --- | ------ | ------- | ------------------ |
|        | Parti socialiste (PS) und Assoziierte   | 283 | 004    | 05      | 292/295            |
|        | Europe Écologie-Les Verts               | 017 | 000    | 0       | 17/17              |
|        | Parti radical de gauche und Assoziierte | 013 | 002    | 0       | 15/16              |
|        |                                         |     |        |         |                    |
|        | Union pour un mouvement populaire (UMP) | 003 | 187    | 05      | 195/196            |
|        | Nouveau Centre und Assoziierte          | 004 | 025    | 0       | 29/29              |
|        |                                         |     |        |         |                    |
|        | Parti communiste und Assoziierte        | 009 | 004    | 0       | 13/15              |
|        | Andere und Fraktionslose                | 000 | 007    | 0       | 7/7                |
|        |                                         |     |        |         |                    |
| Gesamt | Gesamt                                  | 329 | 229    | 10      | 568/575            |

Am 12. April stimmte auch der französische Senat mit einer Mehrheit von 171:165 dem Gesetz mit kleineren Änderungen zu. Daraufhin wurde die modifizierte Gesetzesvorlage erneut der französischen Nationalversammlung vorgelegt. Diese nahm das Gesetz am 23. April 2013 erneut, diesmal mit einer Mehrheit von 331:225 Stimmen, an.
| Groupe | Groupe                                  | Pro | Kontra | Neutral | Abstimmende/Gesamt |
| ------ | --------------------------------------- | --- | ------ | ------- | ------------------ |
|        | Parti socialiste (PS) und Assoziierte   | 281 | 004    | 04      | 289/292            |
|        | Europe Écologie-Les Verts               | 017 | 000    | 0       | 17/17              |
|        | Parti radical de gauche und Assoziierte | 013 | 002    | 0       | 15/16              |
|        |                                         |     |        |         |                    |
|        | Union pour un mouvement populaire (UMP) | 006 | 183    | 05      | 194/196            |
|        | Nouveau Centre und Assoziierte          | 005 | 025    | 0       | 30/30              |
|        |                                         |     |        |         |                    |
|        | Parti communiste und Assoziierte        | 009 | 004    | 01      | 14/15              |
|        | Andere und Fraktionslose                | 000 | 007    | 0       | 7/8                |
|        |                                         |     |        |         |                    |
| Gesamt | Gesamt                                  | 331 | 225    | 10      | 566/575            |

Am 17. Mai 2013 unterzeichnete Präsident François Hollande das Gesetz (Promulgation), am 18. Mai wurde es im Journal officiel veröffentlicht. Da im Gesetz kein besonderes Datum des Inkrafttretens genannt wurde, trat es, wie in Frankreich üblich, am Tage der Veröffentlichung in Kraft.
Das Gesetz modifizierte zugleich das internationale Privatrecht Frankreichs dahingehend, dass eine Ehe zwischen zwei Personen gleichen Geschlechts in Frankreich auch dann geschlossen werden kann, wenn nur das Recht eines Staates, dem einer der beiden Heiratswilligen angehört oder in dem er seinen Wohnsitz hat, die Ehe gleichgeschlechtlicher Paare erlaubt. Nach einem Urteil des Berufungsgerichts Chambéry vom 22. Oktober 2013 gilt dies auch für Heiratswillige, die einem Staat angehören, mit welchem Frankreich ein (grundsätzlich vorrangiges) bilaterales Abkommen über das auf Eheschließungen anwendbare Recht geschlossen hat (wie etwa Marokko); die stark umstrittene Entscheidung, gegen die noch im Dezember 2014 78 französische Juristen in einem offenen Brief protestiert hatten, wurde 2015 höchstrichterlich durch den französischen Kassationshof bestätigt.
| Umfrageinstitut     | Datum             | Dafür | Dagegen |
| ------------------- | ----------------- | ----- | ------- |
| Ifop                | 29. Mai 2013      | 52 %  | 48 %    |
| BVA                 | 26. April 2014    | 55 %  | 42 %    |
| Ifop                | 15. November 2014 | 68 %  | 32 %    |
| Eurobarometer       | Mai/Juni 2015     | 67 %  | 31 %    |
| Pew Research Center | April–August 2017 | 73 %  | 23 %    |
| Statista            | 7. Juni 2022      | 59 %  | 22 %    |

In den ersten zehn Jahren seit Einführung der Ehe für alle wurden in Frankreich 70.000 gleichgeschlechtliche Ehen geschlossen. Ihr Anteil lag Anfang der 2020er Jahre bei etwa 3 % aller Eheschließungen. 2022 heirateten in Frankreich etwa 7.000 gleichgeschlechtliche Paare, während in demselben Zeitraum etwa 10.000 neue Lebenspartnerschaften (PACS) zwischen Menschen gleichen Geschlechts eingetragen wurden. Demgegenüber blieben bei heterosexuellen Paaren die Eheschließungen zahlreicher als die abgeschlossenen PACSe.
Mehrere Spitzenpolitiker der bürgerlichen Rechten, die sich in der Debatte zur Einführung 2012–2013 gegen die Ehe für alle ausgesprochen hatten, bekannten später, ihre Meinung geändert zu haben, darunter bereits 2014 Valérie Pécresse (Präsidentschaftskandidatin 2022 Les Républicains) und 2023 Innenminister Gérald Darmanin.

#### Griechenland
In Griechenland haben gleichgeschlechtliche Paare ein Recht auf Eheschließung. Am 23. Dezember 2015 beschloss das griechische Parlament zunächst die Einführung eingetragener Lebenspartnerschaften für Personen gleichen Geschlechts. Am 15. Februar 2024 folgte der Beschluss, auch die gleichgeschlechtliche Ehe einzuführen. Die erste Eheschließung fand Anfang März statt.
Im Jahr 2008 entdeckte die Organisation OLKE, die für die Rechte Homosexueller in Griechenland kämpft, dass im griechischen Ehegesetz nur von „Personen“, nicht aber von einer Verschiedengeschlechtlichkeit als Voraussetzung für eine Eheschließung die Rede ist. Daraufhin vollzog der Bürgermeister von Tilos, Anastasios Aliferis, am 3. Juni 2008 gleichgeschlechtliche Eheschließungen. Diese Ehen wurden jedoch nur wenig später von griechischen Gerichten für nichtig erklärt.
| Umfrageinstitut | Datum              | Dafür | Dagegen |
| --------------- | ------------------ | ----- | ------- |
| Kapa Research   | 20. September 2010 | 39 %  | 52 %    |
| Focus Bari      | 12. Mai 2015       | 56 %  | 35 %    |
| Metron Analysis | 28. Januar 2024    | 62 %  | 36 %    |

#### Irland
In Irland haben gleichgeschlechtliche Paare das Recht auf Eheschließung.
Im Januar 2015 brachte die Regierung einen Gesetzentwurf zu einer Verfassungsreform in das Parlament ein. Nachdem das Repräsentantenhaus dem Entwurf am 11. März 2015 zugestimmt hatte, wurde er am 27. März 2015 mit 29 zu 3 Stimmen auch vom Senat angenommen. Verfassungsänderungen bedürfen neben der Zustimmung des Parlaments auch der Zustimmung des Volkes. Ein Referendum wurde am 22. Mai 2015 abgehalten und der Gesetzentwurf dabei mit 62,1 % angenommen. Der Präsident unterzeichnete den Gesetzentwurf am 29. August 2015.
Ein von der Regierung erarbeiteter Gesetzentwurf zur Änderung des Ehegesetzes, um der verfassungsrechtlichen Definition der Ehe Wirkung zu verleihen, wurde am 23. September 2015 in das Parlament eingebracht. Die Zustimmung durch das Repräsentantenhaus erfolgte am 7. Oktober 2015. Der Senat stimmte am 22. Oktober 2015 zu. Die Presidential Commission, die Vertretung des Präsidenten bei dessen Abwesenheit, unterzeichnete den Gesetzentwurf am 29. Oktober 2015. Das Gesetz trat zum 16. November 2015 in Kraft.
| Umfrageinstitut     | Datum             | Dafür | Dagegen |
| ------------------- | ----------------- | ----- | ------- |
| Red C               | 21. Februar 2014  | 76 %  | 19 %    |
| Pew Research Center | April–August 2017 | 66 %  | 27 %    |

#### Island
In Island haben gleichgeschlechtliche Paare das Recht auf Eheschließung.
Am 11. Juni 2010 stimmte das isländische Parlament einstimmig einem Gesetz zur Öffnung der Ehe zu. Nach Ratifizierung durch den Staatspräsidenten trat es am 27. Juni in Kraft.

#### Italien
In Italien haben gleichgeschlechtliche Paare kein Recht auf Eheschließung.
Am 15. März 2013 brachten einzelne Abgeordnete zwei Gesetzesentwürfe zur Öffnung der Ehe für gleichgeschlechtliche Paare in den Senat ein. Ein dritter Entwurf wurde am 5. April 2013 eingebracht. Die Beratungen durch die zuständigen Ausschüsse wurden am 18. Juni 2013 aufgenommen.
Im Februar 2015 entschied der Oberste Gerichtshof, dass ein Recht auf gleichgeschlechtliche Eheschließung nicht aus der Verfassung abgeleitet werden kann. Im Februar 2016 stimmte der italienische Senat, im Mai des gleichen Jahres die Abgeordnetenkammer für die Einführung von eingetragenen Partnerschaften. Gleichgeschlechtliche Paare werden damit u. a. im Namensrecht, Erbrecht und beim Bezug von Sozialleistungen mit Ehepaaren gleichgestellt.
| Umfrageinstitut     | Datum             | Dafür | Dagegen |
| ------------------- | ----------------- | ----- | ------- |
| Ifop                | 29. Mai 2013      | 42 %  | 58 %    |
| Demos               | 14. Oktober 2014  | 55 %  | 42 %    |
| Eurobarometer       | Mai/Juni 2015     | 55 %  | 35 %    |
| Pew Research Center | April–August 2017 | 59 %  | 38 %    |

#### Kroatien
In Kroatien haben gleichgeschlechtliche Paare kein Recht auf Eheschließung.
Gleichgeschlechtliche Paare haben seit dem 5. August 2014 die Möglichkeit, eine eingetragene Lebenspartnerschaft zu begründen, welche mit den gleichen Pflichten und Rechten wie die Zivilehe ausgestattet ist. Die einzige Ausnahme bildet die Adoption von Kindern. Jedoch ist der sog. Partnerschafts-Vormund der Stiefkindadoption ähnlich.
Am 1. Dezember 2013 stimmten bei einem von der Organisation „Im Namen der Familie“ initiierten Volksentscheid etwa zwei Drittel der Wähler für und etwa ein Drittel der Wähler gegen die verfassungsrechtliche Definition der Ehe als eine Verbindung von Mann und Frau. Knapp 38 % der kroatischen wahlberechtigten Bevölkerung beteiligten sich an diesem Volksentscheid.
| Umfrageinstitut   | Datum         | Dafür | Dagegen |
| ----------------- | ------------- | ----- | ------- |
| Pilar’s barometer | 4. Juni 2014  | 17 %  | 61 %    |
| Eurobarometer     | Mai/Juni 2015 | 37 %  | 54 %    |

#### Liechtenstein
In Liechtenstein haben gleichgeschlechtliche Paare seit dem 1. Januar 2025 ein Recht auf Eheschließung. Zuvor hatten gleichgeschlechtliche Paare das Recht, ihre Partnerschaft eintragen zu lassen.
Am 16. Mai 2024 stimmten im Liechtensteiner Landtag 24 von 25 Abgeordneten für die Ehe für alle. Das neue Gesetz trat am 1. Januar 2025 in Kraft.

#### Luxemburg
In Luxemburg haben gleichgeschlechtliche Paare das Recht auf Eheschließung.
Am 18. Juni 2014 beschloss das luxemburgische Parlament die Öffnung der Ehe mit 56 Ja-Stimmen und 4 Nein-Stimmen. Alle Regierungsparteien sowie die christlich-demokratische Oppositionspartei stimmten für die Eheöffnung.
| Umfrageinstitut | Datum         | Dafür | Dagegen |
| --------------- | ------------- | ----- | ------- |
| Politmonitor    | 10. März 2013 | 82 %  | 17 %    |

#### Malta
In Malta haben gleichgeschlechtliche Paare das Recht auf Eheschließung.
Am 12. Juli 2017 beschloss das maltesische Parlament ein Gesetz zur Öffnung der Ehe für gleichgeschlechtliche Paare.
| Umfrageinstitut | Datum         | Dafür | Dagegen |
| --------------- | ------------- | ----- | ------- |
| MaltaToday      | 5. Juni 2012  | 46 %  | 51 %    |
| Eurobarometer   | Mai/Juni 2015 | 65 %  | 29 %    |

#### Niederlande
In den Niederlanden und ihren drei Besonderen Gemeinden in der Karibik haben gleichgeschlechtliche Paare das Recht auf Eheschließung. In den karibischen Ländern des Königreichs – Aruba, Curaçao und Sint Maarten – kann die gleichgeschlechtliche Ehe zwar nicht geschlossen werden, innerhalb des Königreichs geschlossene Ehen müssen laut einem Gerichtsurteil des Hohen Rates von 2007 aber anerkannt werden.
Als erstes Land der Welt öffneten die Niederlande mit dem Gesetz zur Öffnung der Ehe (Wet openstelling huwelijk) vom 21. Dezember 2000 die Ehe. Der Gesetzentwurf wurde während der zweiten Legislaturperiode des aus PvdA, VVD und D66 bestehenden „violetten Kabinetts“ vorgeschlagen. In beiden Kammern der Generalstaaten stimmten zusätzlich SP und GroenLinks dafür und die christlichen Parteien CDA, RPF/GPV und SGP dagegen. In der Zweiten Kammer stimmten jedoch drei Mitglieder von CDA für und ein Mitglied von PvdA gegen den Entwurf. Das Gesetz trat zum 1. April 2001 in Kraft. Für die Besonderen Gemeinden wurde 2010 beschlossen, dass die gleichgeschlechtliche Ehe nach der Auflösung der Niederländischen Antillen ebenfalls dort gelten soll. Ein entsprechendes Gesetz wurde im selben Jahr erlassen und trat am 10. Oktober 2012 in Kraft.
| Umfrageinstitut     | Datum             | Dafür | Dagegen |
| ------------------- | ----------------- | ----- | ------- |
| Ifop                | 29. Mai 2013      | 85 %  | 15 %    |
| Eurobarometer       | Mai/Juni 2015     | 91 %  | 7 %     |
| Pew Research Center | April–August 2017 | 86 %  | 10 %    |

#### Norwegen
In Norwegen haben gleichgeschlechtliche Paare das Recht auf Eheschließung. Am 11. Juni 2008 beschloss das norwegische Parlament ein Gesetz zur Öffnung der Ehe für gleichgeschlechtliche Paare, das am 1. Januar 2009 in Kraft trat. Am 30. Januar 2017 beschloss die Generalsynode der Lutherischen Volkskirche (Norske Kirke) eine Liturgie für die kirchliche Trauung von gleichgeschlechtlichen Paaren.
| Umfrageinstitut     | Datum             | Dafür | Dagegen |
| ------------------- | ----------------- | ----- | ------- |
| Ipsos               | 18. Juni 2013     | 78 %  | 17 %    |
| Pew Research Center | April–August 2017 | 72 %  | 19 %    |

#### Österreich
In Österreich hatten gleichgeschlechtliche Paare bis Ende 2018 kein Recht auf Eheschließung, mit Ausnahme von fünf gleichgeschlechtlichen Paaren, die mit einer Klage vor dem Verfassungsgerichtshof Recht bekamen. Die Heirat zweier Frauen am 12. Oktober 2018 gilt als die erste gleichgeschlechtliche Trauung in Österreich.
Am 20. November 2013 brachte die Partei Die Grünen – Die Grüne Alternative einen Gesetzesentwurf zur Öffnung der Ehe für gleichgeschlechtliche Paare in den Nationalrat ein. Die erste Lesung fand am 17. Dezember 2013 statt. Im Anschluss an die erste Lesung wurde der Entwurf an den Justizausschuss weitergeleitet, welcher am 25. Juni 2014 die weitere Beratung vorläufig aussetzte. Am 12. Juni 2014 brachte die Partei NEOS – Das Neue Österreich und Liberales Forum einen Gesetzentwurf in den Nationalrat ein. Die erste Lesung fand am 24. September 2014 statt.
Ein Entschließungsantrag der Partei Die Grünen – Die Grüne Alternative wurde am 18. Juni 2015 noch mit 110 zu 26 Stimmen vom Nationalrat abgelehnt. Am 29. Juni 2017 – nachdem die ÖVP unter Sebastian Kurz die Koalition mit der SPÖ aufgekündigt hatte – wurde auch der Antrag der NEOS zur Abstimmung gebracht. Er wurde von der SPÖ, den Grünen und NEOS unterstützt. Da jedoch alle Abgeordneten der ÖVP, der FPÖ und des Teams Stronach gegen den Antrag stimmten, fand die gleichgeschlechtliche Ehe in Österreich erneut keine Mehrheit.
Am 17. Oktober 2017 gab der österreichische Verfassungsgerichtshof bekannt, dass er die „Ehe für alle“ prüfe, da eine Differenzierung zwischen eingetragener Partnerschaft und Ehe eventuell eine unzulässige Diskriminierung von Personen gleichgeschlechtlicher sexueller Orientierung sei. Mit einem Erkenntnis vom 4. Dezember 2017 hob das Höchstgericht die gesetzlichen Regeln mit 31. Dezember 2018 auf, welche gleichgeschlechtlichen Paaren bisher den Zugang zur Ehe verwehrten, und gleichzeitig auch jene Regelungen, die verschiedengeschlechtlichen Paaren den Zugang zur eingetragenen Partnerschaft verbauten. Die „Ehe für alle“ trat am 1. Jänner 2019 in Kraft. Als erstes gleichgeschlechtliches Paar nach der Öffnung der „Ehe für alle“ heirateten zwei Frauen am 1. Jänner 2019 um 0:05 Uhr in Velden am Wörther See. Seit 1. August 2019 dürfen auch gleichgeschlechtliche Paare, bei denen ein Partner aus einem Land stammt, in dem die gleichgeschlechtliche Ehe nicht möglich ist, in Österreich die Ehe schließen.
| Umfrageinstitut      | Datum             | Dafür | Dagegen |
| -------------------- | ----------------- | ----- | ------- |
| Market-Institut Linz | 3. November 2013  | 61 %  | 33 %    |
| Market/ORF           | 21. Mai 2014      | 73 %  | 24 %    |
| Eurobarometer        | Mai/Juni 2015     | 71 %  | 23 %    |
| Pew Research Center  | April–August 2017 | 72 %  | 25 %    |

#### Polen
In Polen haben gleichgeschlechtliche Paare kein Recht auf Eheschließung. Es stehen ihnen auch keine anderen Rechtsinstitute wie eingetragene Partnerschaft offen.
Der auf Initiative der damaligen Senatsmarschallin Alicja Grześkowiak in die Verfassung vom 2. April 1997 aufgenommene Artikel 18 weist den nachfolgenden Wortlaut auf:

„Małżeństwo jako związek kobiety i mężczyzny, rodzina, macierzyństwo i rodzicielstwo znajdują się pod ochroną i opieką Rzeczypospolitej Polskiej.”

„Die Ehe als Verbindung von Frau und Mann, Familie, Mutterschaft und das Elternrecht stehen unter Schutz und in Obhut der Republik Polen.“

Die im politischen Diskurs vorherrschende Meinung ist, dass dieser Artikel die Ehe als Verbindung von Frau und Mann definiert und höchstens die Einführung von eingetragenen Partnerschaften zulässt. Eine abweichende Meinung, am prominentesten vertreten von der ehemaligen Beauftragten für Bürgerrechte, Oberverwaltungsrichterin und Verfassungsrichterin Ewa Łętowska, sowie vom Warschauer Juraprofessor Michał Pietrzak, ist, dass, der Semantik des Satzes folgend, die Verfassung lediglich den besonderen Schutz von Ehen als Verbindung von Frau und Mann begründet. Demnach garantiere die Verfassung zwar keinen besonderen Schutz von Ehen, die keine Verbindung von Frau und Mann sind, verbiete diese jedoch auch nicht, so dass sie durch ein einfaches Gesetz eingeführt werden könnten.
Für die im Ausland geschlossenen Ehen ist es für polnische Bürger erforderlich, die ausländische Eheurkunde in eine polnische Eheurkunde umzuschreiben, um den geänderten Familiennamen in Ausweisdokumenten führen zu können. Gemäß der Rechtsprechung des Naczelny Sąd Administracyjny (Oberstes Verwaltungsgericht, AZ II OSK 1298/13 vom 17. Dezember 2014 und AZ II OSK 1112/16 vom 28. Februar 2018) dürfen jedoch für die im Ausland geschlossenen gleichgeschlechtlichen Ehen keine polnischen Urkunden erstellt werden, da dies dem Ordre public widerspreche. Die im Ausland geschlossenen gleichgeschlechtlichen Ehen gelten als nichtig ex tunc.
Im Juni 2020 kündigte Robert Biedroń, Politiker der Vereinigten Linken, die Einreichung eines Gesetzesentwurfs über die gleichgeschlechtliche Ehe durch seine Partei an, obgleich er seiner Initiative selbst keinerlei Erfolgschancen einräumte. Der Entwurf wurde am 19. Juni 2020 durch die Sejm-Abgeordnete Anna Maria Żukowska zusammen mit dem Projekt des Gesetzes über eingetragene Partnerschaften eingereicht und mit dem Eingangsaktenzeichen EW-020-193/20 versehen, jedoch am 6. Juli 2020 durch die Sejmmarschallin zur (außerplenarischen) Beratung weitergeleitet und seitdem (Stand 16. Mai 2022) weder zur ersten Lesung angenommen noch sonst weiterverhandelt.
Einige Paare in Polen kämpfen vor dem Europäischen Gerichtshof für Menschenrechte für die Anerkennung der Ehe, zum Beispiel in Andersen v. Polen.
| Umfrageinstitut | Datum                 | Dafür  | Dagegen |
| --------------- | --------------------- | ------ | ------- |
| CBOS            | April 2001            | 24 %   | 69 %    |
| CBOS            | Juli 2005             | 22 %   | 72 %    |
| CBOS            | Mai 2008              | 18 %   | 76 %    |
| CBOS            | April 2010            | 16 %   | 78 %    |
| CBOS            | 9. Oktober 2013       | 30 %   | k. A.   |
| Eurobarometer   | Mai/Juni 2015         | 28 %   | 61 %    |
| IPSOS           | 26. Juni 2017         | 38 %   | 57 %    |
| IPSOS           | 25. Februar 2019      | 41 %   | 54 %    |
| IBRiS           | 9. Dezember 2019      | 28,2 % | 64,6 %  |
| CBOS            | 6.–16. September 2021 | 34 %   | 56 %    |
| IPSOS           | 6.–8. September 2022  | 48 %   | 47 %    |

#### Portugal
In Portugal haben gleichgeschlechtliche Paare das Recht auf Eheschließung.
Im Oktober 2008 brachte die sozialistische Partei Bloco de Esquerda ein Gesetz zur Öffnung der Ehe ein. Die Vorlage wurde jedoch im Parlament abgelehnt.
Im März 2009 kündigte die Regierung Portugals an, dass sie die Öffnung der Ehe unterstützen werde, wenn sie im Herbst wiedergewählt würde.
Am 17. Dezember 2009 wurde bekannt, dass die damalige Regierung Portugals einen Gesetzentwurf vorbereitet hatte, der gleichgeschlechtliche Ehen ermöglichen sollte.
Am 8. Januar 2010 in Erster Lesung und am 12. Februar 2010 in Zweiter Lesung nahm das Parlament in Lissabon das Gesetz an. Die aktuelle Fassung des Gesetzentwurfs sieht eine Öffnung der standesamtlichen Ehe für Personen gleichen Geschlechts vor, klammert aber weiterhin das gleiche Adoptionsrecht wie für Ehepaare unterschiedlichen Geschlechts aus.
Den Gesetzentwurf legte Mitte März 2010 der Staatspräsident Aníbal Cavaco Silva dem Verfassungsgericht vor und schickte vier von fünf Artikeln des Gesetzes wegen möglicher Verfassungswidrigkeit an das portugiesische Verfassungsgericht zur Prüfung. Dabei ließ er nur den Artikel, der die Adoption für die gleichgeschlechtliche Ehe ausschließen soll, nicht verfassungsrechtlich überprüfen.
Am 9. April 2010 erklärte das Verfassungsgericht die vorgelegten Artikel für verfassungskonform und am 17. Mai wurde das Gesetz von Staatspräsident Silva unterzeichnet.
Es trat am 31. Mai 2010 in Kraft, nachdem es im amtlichen Gesetzblatt veröffentlicht wurde.
Unterdessen war ein lesbisches Paar vor dem Verfassungsgericht des Landes gescheitert. Es hatte im Juli 2007 ein Verfahren eröffnet, um auf die Öffnung der Ehe zu klagen. Im Jahre 2004 wurde ein Diskriminierungsverbot aufgrund der sexuellen Orientierung in die Verfassung aufgenommen.
| Umfrageinstitut     | Datum             | Dafür  | Dagegen |
| ------------------- | ----------------- | ------ | ------- |
| Eurosondagem        | 11. Januar 2010   | 45,5 % | 49,5 %  |
| Eurobarometer       | Mai/Juni 2015     | 61 %   | 33 %    |
| Pew Research Center | April–August 2017 | 59 %   | 28 %    |

#### Rumänien
Obwohl in der rumänischen Verfassung die Ehe nicht exklusiv als Verbindung von Mann und Frau definiert ist, spricht das Gesetz einzig von Ehen zwischen Mann und Frau.
siehe: Verfassungsreferendum in Rumänien 2018
Am 6. und 7. Oktober 2018 stimmte die Bevölkerung über die Verankerung des Verbots der gleichgeschlechtlichen Ehe in der Verfassung ab, wofür die „Koalition für die Familie“ fast drei Millionen Unterschriften gesammelt hatte. Da sich für die Gültigkeit einer Volksabstimmung mindestens 30 % aller Wahlberechtigten am Referendum beteiligen müssen, scheiterte dieses wegen der Beteiligung von nur 20,41 % deutlich. Allerdings könnte die niedrige Beteiligung auch damit zusammenhängen, dass der sozialliberalen Regierung vorgeworfen wurde, mit diesem Referendum nur vom Streit um geplante Strafrechtsänderungen ablenken zu wollen, die korruptionsverdächtigen Politikern zugutekommen würden.
| Umfrageinstitut | Datum         | Dafür | Dagegen |
| --------------- | ------------- | ----- | ------- |
| Eurobarometer   | Mai/Juni 2015 | 21 %  | 71 %    |

#### Schweden
In Schweden haben gleichgeschlechtliche Paare das Recht auf Eheschließung.
Ein entsprechender Beschluss des Reichstages trat am 1. Mai 2009 in Kraft. Die im Reichstag vertretenen Parteien waren mit Ausnahme der Christdemokraten für die Änderung im Ehegesetz. Am 1. April 2009 stimmte das Parlament dem Gesetz mit 261 zu 22 Stimmen zu.
In Schweden kann die Ehe auch juristisch verbindlich in der Kirche geschlossen werden. Deshalb war ein Beschluss der evangelisch-lutherischen Schwedischen Kirche erforderlich. Die Kirche hatte sich schon früher für die Rechte von gleichgeschlechtlichen Paaren eingesetzt, die Segnung einer eingetragenen Partnerschaft war ebenfalls möglich. Im Oktober 2009 stimmte eine Mehrheit (176 Ja-Stimmen, 62 Nein-Stimmen, 11 Enthaltungen) im Kirchenparlament für die Öffnung der kirchlichen Eheschließung für gleichgeschlechtliche Paare, die seit dem 1. November 2009 in jeder Kirchengemeinde die Ehe eingehen können.
| Umfrageinstitut     | Datum             | Dafür | Dagegen |
| ------------------- | ----------------- | ----- | ------- |
| Ipsos               | 18. Juni 2013     | 81 %  | 14 %    |
| Eurobarometer       | Mai/Juni 2015     | 90 %  | 7 %     |
| Pew Research Center | April–August 2017 | 88 %  | 7 %     |

#### Schweiz
Seit 1. Juli 2022 besteht die gleichgeschlechtliche Ehe.
Die Möglichkeit, eine eingetragene Partnerschaft zu schließen, existierte in der Schweiz vom 1. Januar 2007 bis 30. Juni 2022 (siehe Partnerschaftsgesetz). Jedoch ist es bereits seit 2005 möglich, dass zwei Personen nach geltender Rechtsprechung eine Ehe weiterführen, sofern ein Partner sein Geschlecht ändert und aus einem bis dahin verschiedengeschlechtlichen Ehepaar rechtlich ein gleichgeschlechtliches Ehepaar wird.
Am 5. Dezember 2013 brachte die Grünliberale Partei eine parlamentarische Initiative zur Öffnung der Ehe für gleichgeschlechtliche Paare bei gleichzeitiger Öffnung der Eingetragenen Partnerschaft für verschiedengeschlechtliche Paare ein. Die Justizkommissionen beider Räte der Bundesversammlung empfahlen 2015 die Annahme des Gesetzesvorhabens. Wegen nötiger Abklärungen über die möglichen Auswirkungen einer «Ehe für alle» in den verschiedenen Rechtsbereichen verlängerte der Nationalrat die Behandlungsfrist der Initiative bis 2019.
Im Juli 2018 entschied die Rechtskommission des Nationalrates (RK-N) mit 16 zu 9 Stimmen, die Ehe für alle ohne Verfassungsänderung umzusetzen und dies in zwei Etappen zu tun: Bis Februar 2019 sollte die Verwaltung eine erste Gesetzesänderung erarbeiten, die die wesentlichen Elemente zur Öffnung der Ehe einschließlich des Bürgerrechts und des Zugangs zur Adoption regelt. In einer zweiten Etappe sollen weitere Fragen wie der Zugang zur Fortpflanzungsmedizin, die Regelung der Hinterlassenenrenten und das Abstammungsrecht geregelt werden. Am 14. März 2019 unterbreitete die RK-N die erste Vorlage zur Vernehmlassung bis am 21. Juni 2019. Der Gesetzesentwurf sah als Variante auch den Zugang zur Samenspende für gleichgeschlechtliche weibliche Ehepaare vor.
Die Öffnung der Ehe wurde 2019 von der SP, der FDP, den Grünen, der GLP, der BDP und einer Mehrheit der CVP unterstützt, von der SVP hingegen abgelehnt. Noch 2012 hatte die CVP die Eidgenössische Volksinitiative «Für Ehe und Familie – gegen die Heiratsstrafe» eingereicht, die u. a. die Ehe in der Bundesverfassung als Lebensgemeinschaft zwischen Mann und Frau definiert hätte. Die Vorlage wurde im Februar 2016 knapp abgelehnt. Das Bundesgericht hob die Abstimmung im April 2019 jedoch wegen falscher Informationen des Bundesrates über die finanziellen Auswirkungen auf. Die CVP zog die Initiative zurück, um sie ohne die Ehedefinition neu zu lancieren.
Am 18. Dezember 2020 stimmte die Bundesversammlung in der Schlussabstimmung einer Änderung des Zivilgesetzbuches zu, die die Ehe auch gleichgeschlechtlichen Paaren öffnet und lesbischen Paaren die medizinisch unterstützte Fortpflanzung ermöglicht. Der Ständerat nahm die Vorlage mit 24 gegen 11 Stimmen an, der Nationalrat mit 136 gegen 48 Stimmen. Die Vorlage wurde dabei von drei Vierteln der SVP-Fraktion und der Hälfte der CVP- bzw. Mitte-Fraktion abgelehnt, von den übrigen Fraktionen unterstützt. Die rechtskonservative Partei EDU kündigte gegen das Gesetz das Referendum an. Am 12. April 2021 reichten drei Referendumskomitees genügend Unterschriften ein, um eine Referendumsabstimmung zu bewirken. In der Volksabstimmung vom 26. September 2021 stimmte das Volk der Vorlage, die die Ehe für alle ermöglicht, mit einer Mehrheit von 64,1 Prozent zu. Die geänderte Rechtslage trat am 1. Juli 2022 in Kraft.
Abstimmungsresultat vom 26. September 2021
| Kanton                           | Ja (%) | Nein (%) | Beteiligung (%) |
| -------------------------------- | ------ | -------- | --------------- |
| Aargau                           | 64,05  | 35,95    | 53,27           |
| Appenzell Ausserrhoden           | 57,24  | 42,76    | 53,91           |
| Appenzell Innerrhoden            | 50,82  | 49,18    | 48,16           |
| Basel-Landschaft                 | 67,15  | 32,85    | 52,95           |
| Basel-Stadt                      | 73,96  | 26,04    | 58,67           |
| Bern                             | 65,16  | 34,84    | 51,60           |
| Freiburg                         | 62,31  | 37,69    | 51,23           |
| Genf                             | 65,15  | 34,85    | 51,29           |
| Glarus                           | 61,12  | 38,88    | 42,37           |
| Graubünden                       | 62,75  | 37,25    | 47,72           |
| Jura                             | 61,13  | 38,87    | 44,37           |
| Luzern                           | 66,17  | 33,83    | 54,52           |
| Neuenburg                        | 63,43  | 36,57    | 45,81           |
| Nidwalden                        | 61,57  | 38,43    | 57,17           |
| Obwalden                         | 59,26  | 40,74    | 56,21           |
| Schaffhausen                     | 61,81  | 38,19    | 70,76           |
| Schwyz                           | 56,48  | 43,52    | 54,31           |
| Solothurn                        | 66,16  | 33,84    | 52,30           |
| St. Gallen                       | 59,31  | 40,69    | 51,13           |
| Tessin                           | 52,92  | 47,08    | 47,95           |
| Thurgau                          | 57,22  | 42,78    | 52,24           |
| Uri                              | 58,25  | 41,75    | 48,95           |
| Waadt                            | 65,02  | 34,98    | 52,52           |
| Wallis                           | 55,51  | 44,49    | 51,58           |
| Zug                              | 66,11  | 33,89    | 61,15           |
| Zürich                           | 69,11  | 30,89    | 54,61           |
| Schweizerische Eidgenossenschaft | 64,10  | 35,90    | 52,60           |

| Umfrageinstitut     | Datum             | Dafür | Dagegen |
| ------------------- | ----------------- | ----- | ------- |
| Ifop                | 29. Mai 2013      | 63 %  | 37 %    |
| Tamedia             | Dezember 2017     | 72 %  | 25 %    |
| Pew Research Center | April–August 2017 | 75 %  | 24 %    |
| Tamedia             | Februar 2020      | 61 %  | 36 %    |
| gfs-zürich          | Herbst 2020       | 82 %  | 18 %    |

#### Serbien
In Serbien haben gleichgeschlechtliche Paare kein Recht auf Eheschließung. Es gibt jedoch Initiativen zur Einführung des Rechts auf gleichgeschlechtliche Ehe.

#### Slowakei
In der Slowakei haben gleichgeschlechtliche Paare kein Recht auf Eheschließung.
Am 4. Juni 2014 beschloss das slowakische Parlament, die gleichgeschlechtliche Ehe in der Verfassung zu verbieten. 102 Abgeordnete stimmten für die Verfassungsänderung, 18 waren dagegen. Die Verfassungsänderung legt die Ehe in der Verfassung als einen Bund zwischen Mann und Frau fest und wurde von der regierenden sozialdemokratischen Partei Smer-SD des Ministerpräsidenten Robert Fico in Zusammenarbeit mit der größten Oppositionspartei des Landes, der katholisch-konservativen KDH, verfasst. Die beiden Parteien wollten eine öffentliche Debatte vermeiden und berieten von Mai 2014 bis Anfang Juni 2014 stets hinter verschlossenen Türen über die Verfassungsänderung. Eine öffentliche Anhörung fand nicht statt. Vertretern von anderen Parteien wurde erst wenige Stunden vor der Debatte in einem Parlamentsausschuss eine Kopie des Beschlusses ausgehändigt.
| Umfrageinstitut | Datum         | Dafür | Dagegen |
| --------------- | ------------- | ----- | ------- |
| Eurobarometer   | Mai/Juni 2015 | 24 %  | 69 %    |

#### Slowenien
In Slowenien haben gleichgeschlechtliche Paare seit Juli 2022 das Recht auf Eheschließung.
Am 15. Dezember 2014 wurde ein Gesetzesentwurf zur Öffnung der Ehe für gleichgeschlechtliche Paare in das Parlament eingebracht. Die erste Lesung fand am 16. Januar 2015 statt. Am 10. Februar 2015 empfahl der Ausschuss für Arbeit, Familie, Soziale Angelegenheiten und Behinderte den Entwurf anzunehmen. Die Zustimmung der Staatsversammlung erfolgte am 3. März 2015 in zweiter Lesung mit 51 zu 28 Stimmen. Am 10. März 2015 stimmte der Staatsrat mit 23 zu 14 Stimmen dafür, kein Veto einzulegen.
Um ein Referendum zu erwirken, müssen innerhalb 35 Tagen 40.000 Unterschriften gesammelt werden. Ein Antrag zur Durchführung einer Unterschriftenaktion wurde am 10. März 2015 in das Parlament eingebracht. Am 23. März 2015 startete die Bürgerinitiative für Familie und Kinderrechte eine Petition, die am 26. April 2015 abgeschlossen werden sollte. Ebenfalls am 23. März 2015 reichte eine Gruppe von 23 Abgeordneten eine Resolution mit dem Ziel, ein Referendum zu verhindern, in die Nationalversammlung ein. Diese Resolution wurde am 26. März 2015 mit 53 zu 21 Stimmen angenommen. Die gestartete Unterschriftenaktion wurde damit vorzeitig abgebrochen.
Das Verfassungsgericht urteilte am 22. Oktober 2015, dass das Parlament mit der Entscheidung, ein etwaiges Referendum für verfassungswidrig zu erklären, seine Kompetenzen überschritten hat. Die Kompetenz, zu entscheiden, ob ein Referendum gegen Artikel 90 der Verfassung verstößt, obliegt allein dem Verfassungsgericht. Ein solches Urteil kann es allerdings erst aussprechen, nachdem ein Referendum stattfand. In der am 20. Dezember 2015 durchgeführten Volksabstimmung sprachen sich rund 63 % der Abstimmenden gegen das Gesetz aus, das erforderliche Quorum von 342.800 Nein-Stimmen wurde ebenfalls erreicht.
Am 24. Februar 2017 trat ein Gesetz in Kraft, das die gleichgeschlechtliche Partnerschaft der Ehe fast gleichstellt. Das Gesetz war zehn Monate zuvor verabschiedet worden und räumt weitgehend die gleichen Rechte wie gemischtgeschlechtlichen Ehepaaren ein. Eine Adoption von Kindern aus einer vorherigen Partnerschaft ist möglich, nicht jedoch die Adoption fremder Kinder.
Am 8. Juli 2022 veröffentlichte das Verfassungsgericht von Slowenien ein Grundsatzurteil vom 16. Juni 2022, wonach die Ehe mit sofortiger Wirkung geöffnet wird.
Die aufgrund des Urteils nötigen gesetzlichen Änderungen wurden im Oktober 2022 vom slowenischen Parlament beschlossen und traten am 1. Februar 2023 in Kraft.
| Umfrageinstitut | Datum            | Dafür | Dagegen |
| --------------- | ---------------- | ----- | ------- |
| Delo Stik       | 16. Februar 2015 | 59 %  | 37 %    |

#### Spanien

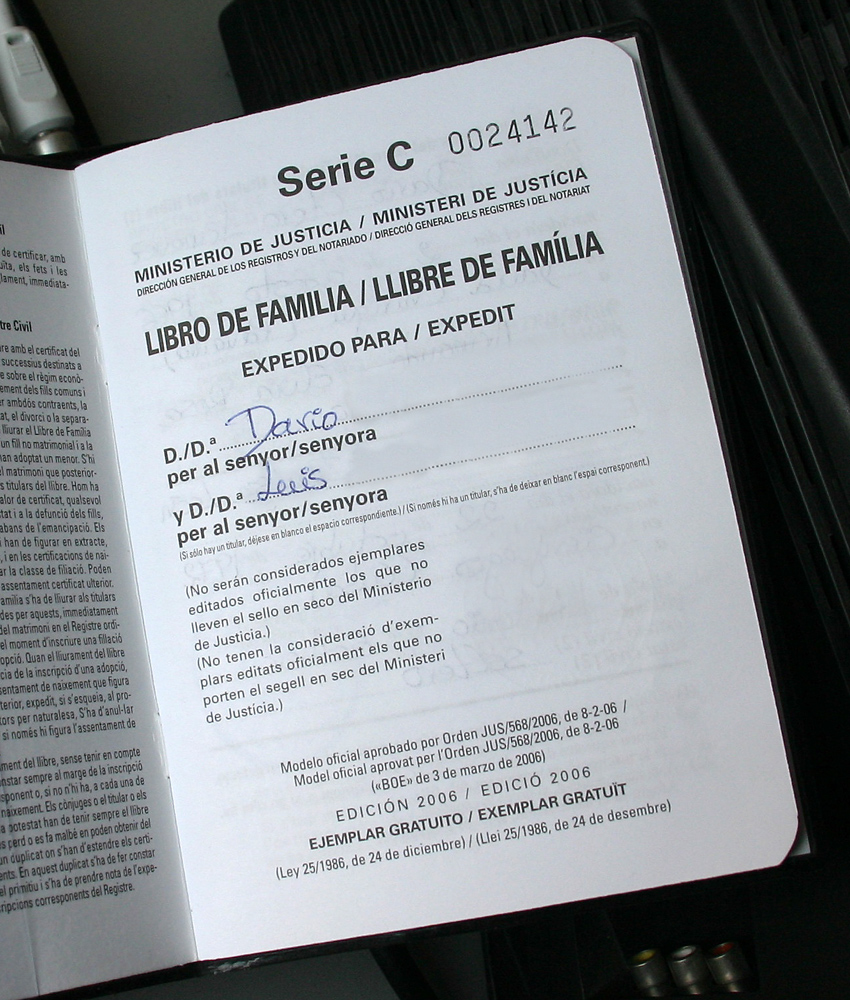
Familien- bzw. Stammbuch aus Spanien aus dem Jahr 2006, in beiden Zeilen „Herr/Frau“ vorgesehen

In Spanien haben gleichgeschlechtliche Paare das Recht auf Eheschließung.
Im April 2004 startete die damals frisch gewählte spanische Regierung, angeführt von der Spanischen Sozialistischen Arbeiterpartei (PSOE) und Premierminister José Luis Rodríguez Zapatero, eine Kampagne und ein Gesetzesvorhaben für die Öffnung der Ehe und das volle Adoptionsrecht für gleichgeschlechtliche Paare. Das Vorhaben der spanischen Regierung traf auf heftigen Widerstand seitens der römisch-katholischen Kirche, welche der spanischen Regierung vorwarf, einen Angriff auf die Kirche und auf traditionelle Werte zu starten, Ehe und Familie zu schwächen und zu beschädigen, Menschen unglücklich zu machen und das Wohl der gesamten Gesellschaft zu gefährden. Die römisch-katholische Kirche forderte gläubige Menschen in Spanien auf, Widerstand gegen das Gesetzesvorhaben zu leisten. Im ganzen Land gab es Massenproteste mit Tausenden von Menschen gegen das Gesetzesvorhaben, aber auch Demonstrationen für das Gesetzesvorhaben. Laut einer damaligen Umfrage vom Juni 2005 waren 75 % der Spanier daraufhin der Ansicht, dass die Kirche den Bezug zur sozialen Realität verloren hat, und 66 % der Spanier sprachen sich für und nur 26 % gegen die Öffnung der Ehe aus.
Am 30. Juni 2005 beschloss das spanische Parlament schließlich mit 187 Ja-Stimmen, 147 Nein-Stimmen und 4 Enthaltungen die Einführung des Rechts auf Eheschließung für gleichgeschlechtliche Paare. Drei Tage später, am 3. Juli 2005, trat das Gesetz in Kraft und gleichgeschlechtliche Paare dürfen seitdem in Spanien heiraten und Kinder adoptieren.
Die konservative Opposition in Form der spanischen Volkspartei (PP) reichte am 30. September 2005 eine Klage vor dem spanischen Verfassungsgericht gegen das neue Ehegesetz ein. Im Oktober 2005 beschloss das Verfassungsgericht die Klage zu prüfen, urteilte jedoch gut sieben Jahre später, im November 2012, dass es nicht gegen die Verfassung verstößt, wenn gleichgeschlechtliche Paare ebenfalls das Recht auf Eheschließung und das Recht auf Adoption von Kindern haben.
Am 27. Juni 2007 gab das spanische Justizministerium bekannt, dass in den zwei Jahren seit Einführung des Gesetzes 3.340 Paare geheiratet haben. Tatsächlich könnte diese Zahl dreifach höher liegen, weil die Daten der nicht-informatisierten Kommunen sowie diejenigen der Autonomen Gemeinschaft Baskenland nicht berücksichtigt werden konnten. Nach Angaben des Ministeriums waren von diesen 3.340 Ehen 2.375 solche zwischen Männern und 965 zwischen Frauen. Madrid ist die autonome Region, in der die höchste Zahl registriert wurde (1.060), gefolgt von Katalonien (871), Andalusien (399), Valencia (263), Balearische Inseln (116), Asturien (101), Kastilien und Leon, (89); Aragon (86), Kanarische Inseln (83), Murcia (61), Kastilien–La Mancha (56), Extremadura (54), Galicien (31), Kantabrien (28), Navarra (25) und La Rioja (13).
| Umfrageinstitut     | Datum             | Dafür | Dagegen |
| ------------------- | ----------------- | ----- | ------- |
| Ifop                | 29. Mai 2013      | 71 %  | 29 %    |
| Eurobarometer       | Mai/Juni 2015     | 84 %  | 10 %    |
| Pew Research Center | April–August 2017 | 77 %  | 13 %    |

#### Tschechien
In Tschechien haben gleichgeschlechtliche Paare kein Recht auf Eheschließung. Jedoch haben gleichgeschlechtliche Paare die Möglichkeit, ihre Partnerschaft eintragen zu lassen. Am 29. April 2021 stimmte das Unterhaus des tschechischen Parlaments einem Gesetzentwurf zur Einführung der gleichgeschlechtlichen Ehe in erster Lesung zu, nahm aber gleichzeitig in erster Lesung einen Antrag zur Definition der Ehe als Verbindung von Mann und Frau an.
| Umfrageinstitut | Datum         | Dafür | Dagegen |
| --------------- | ------------- | ----- | ------- |
| CVVM            | 9. Juni 2014  | 45 %  | 48 %    |
| Eurobarometer   | Mai/Juni 2015 | 57 %  | 36 %    |
| Median          | Februar 2018  | 75 %  | 19 %    |
| CVVM            | März/Mai 2023 | 58 %  | 38 %    |

#### Ungarn
In Ungarn haben gleichgeschlechtliche Paare kein Recht auf Eheschließung. Jedoch haben gleichgeschlechtliche Paare das Recht, ihre Partnerschaft eintragen zu lassen.
Seit dem 1. Januar 2012 ist die Ehe in der ungarischen Verfassung explizit als eine Verbindung von Mann und Frau definiert. Für die Einführung des Rechts auf gleichgeschlechtliche Eheschließung in Ungarn ist somit eine Verfassungsänderung notwendig.
Am 29. Juni 2015 brachte die Oppositionspartei Magyar Liberális Párt Gesetzentwürfe zur Änderung des Ehegesetzes und der Verfassung in das Parlament ein.
| Umfrageinstitut | Datum         | Dafür | Dagegen |
| --------------- | ------------- | ----- | ------- |
| Eurobarometer   | Mai/Juni 2015 | 39 %  | 53 %    |

#### Vereinigtes Königreich
Im Vereinigten Königreich haben gleichgeschlechtliche Paare das Recht auf Eheschließung.
Im September 2011 kündigte die britische Gleichstellungsministerin Lynne Featherstone an, die Ehe werde im Vereinigten Königreich innerhalb der nächsten vier Jahre geöffnet. Im März 2012 stellte Featherstone den Gesetzentwurf zur Eheöffnung für England und Wales der Öffentlichkeit vor, der am 5. Februar 2013 im House of Commons mit 400 zu 175 Stimmen deutlich angenommen wurde.
Am 4. Juni 2013 stimmte auch das britische House of Lords dem Gesetzesentwurf zu, worauf das neue Gesetz von der Königin am 17. Juli 2013 unterzeichnet wurde. Die Artikel des Gesetzes treten schrittweise in Kraft. Der Artikel, der die Eheschließung ermöglicht, trat am 13. März 2014 in Kraft.
Das schottische Parlament hat die Einführung der gleichgeschlechtlichen Ehe am 4. Februar 2014 beschlossen. Das Gesetz trat am 16. Dezember 2014 in Kraft. Im April 2016 wurde die gleichgeschlechtliche Ehe auf der Isle of Man erlaubt. Zuletzt wurde am 22. Oktober 2019 in Nordirland die gleichgeschlechtliche Ehe legalisiert; das Gesetz trat am 13. Januar 2020 in Kraft.
| Umfrageinstitut     | Datum             | Dafür | Dagegen |
| ------------------- | ----------------- | ----- | ------- |
| BBC Radio 5         | 28. März 2014     | 68 %  | 26 %    |
| Pew Research Center | April–August 2017 | 77 %  | 20 %    |

#### Zypern
In Zypern haben gleichgeschlechtliche Paare kein Recht auf Eheschließung. Jedoch haben gleichgeschlechtliche Paare das Recht, ihre Partnerschaft eintragen zu lassen.
| Umfrageinstitut | Datum            | Dafür | Dagegen |
| --------------- | ---------------- | ----- | ------- |
| SIGMALIVE       | 17. Februar 2014 | 39 %  | 58 %    |

### Amerika

Rechtliche Situation für gleichgeschlechtliche Paare in Nordamerika
Gleichgeschlechtliche Ehe
Andere Formen von Partnerschaften (Bermuda)

Rechtliche Situation für gleichgeschlechtliche Paare in Südamerika
Gleichgeschlechtliche Ehe
Eingetragene Partnerschaft
Land unterliegt dem IAKMR-Gutachten
Keine Anerkennung
Verfassungsverbot gleichgeschlechtlicher Ehen
Homosexuelle Handlungen illegal

In vielen Staaten des Kontinents Amerika wird über das Thema der Eheöffnung für gleichgeschlechtliche Paare diskutiert. Bis 2017 hatten neun unabhängige Staaten (Argentinien, Brasilien, Chile, Costa Rica, Ecuador, Kanada, Kolumbien, Uruguay und die Vereinigten Staaten) und einige Bundesstaaten Mexikos die gleichgeschlechtliche Ehe legalisiert.
Am 9. Januar 2018 beschloss der Interamerikanische Gerichtshof für Menschenrechte, dass die gleichgeschlechtliche Ehe ein Menschenrecht ist. Wegen dieser rechtsverbindlichen Entscheidung war Costa Rica gezwungen, innerhalb von 18 Monaten die gleichgeschlechtliche Ehe einzuführen – am 26. Mai 2020 wurde sie legalisiert.
Seit Ende 2022 ist in allen Bundesstaaten Mexikos eine gleichgeschlechtliche Ehe möglich.
Der Beschluss des Gerichtshofes wird auch die Legalisierung der gleichgeschlechtlichen Ehe in mehreren Ländern Amerikas erleichtern: Barbados, Bolivien, Chile, die Dominikanische Republik, El Salvador, Guatemala, Haiti, Honduras, Mexiko, Nicaragua, Panama, Paraguay, Peru und Suriname.

#### Argentinien
In Argentinien haben gleichgeschlechtliche Paare das Recht auf Eheschließung.
Am 16. November 2009 erhielt das erste gleichgeschlechtliche Paar in der Hauptstadt Buenos Aires einen Trauschein, nachdem es erfolgreich vor Gericht geklagt hatte und die Stadt auf eine Berufung verzichtete. Die eigentliche Trauung wurde zwar wenig später von einem anderen Gericht aufgeschoben, jedoch erhielt das Paar Ende Dezember in der Stadt Ushuaia in der Provinz Tierra del Fuego doch noch die Möglichkeit, die Ehe rechtskräftig zu schließen. Es handelt sich damit um die erste gleichgeschlechtliche Ehe in Lateinamerika.
Im Mai 2010 befürwortete das argentinische Parlament und im Juli 2010 der argentinische Senat ein Gesetz zur landesweiten Eheöffnung.
Im Februar 2017 distanzierte sich die katholische Kirche in Argentinien von der dortigen Pfadfinderbewegung, weil diese zuvor in ihren Lehrbüchern die Formulierung „Ehe als Bund zwischen Mann und Frau“ durch „… als Bund zwischen zwei Personen“ ersetzt hatte. Hier sei ein Punkt erreicht worden, an dem es „kein Zurück mehr“ gebe.

#### Bermuda
Am 5. Mai 2017 öffnete das britische Überseegebiet Bermuda durch Beschluss des Obersten Gerichtshofs die Ehe für gleichgeschlechtliche Paare. Wenige Monate später wurde die Regelung per Gesetz rückgängig gemacht.

#### Brasilien
In Brasilien haben gleichgeschlechtliche Paare das Recht auf Eheschließung.
In Brasilien wurde seit 2011 die Eheöffnung parlamentarisch beraten. 171 Abgeordnete und Senatoren unter Führung des Sozialisten Jean Wyllys, dem ersten bekennenden homosexuellen Parlamentarier des Landes, hatten eine Initiative zur Öffnung der Ehe und zum Ende der Diskriminierung Homosexueller gestartet. Am 25. Oktober 2011 urteilte der Oberste Gerichtshof in Brasília, eine gleichgeschlechtliche Ehe zwischen zwei Frauen zu gewähren.
Am 14. Mai 2013 gab der Nationale Justizrat (Conselho Nacional de Justiça) bekannt, dass gleichgeschlechtlichen Paaren landesweit das Recht auf Eheschließung zusteht. Die Entscheidung trat zum 16. Mai 2013 in Kraft. Die Ämter wurden vom Gericht angewiesen, gleichgeschlechtlichen Paaren das Recht auf Eheschließung nicht mehr zu verweigern.
Vor der Eheöffnung im ganzen Land gab es bereits Eheöffnungen durch Gerichtsentscheidungen in zahlreichen Teilgebieten Brasiliens, wie die folgende Tabelle aufzeigt.
|    | Teilgebiet                 | Typ            | in Kraft          | Beschluss         |
| -- | -------------------------- | -------------- | ----------------- | ----------------- |
| 1  | Alagoas                    | Bundesstaat    | 6. Januar 2012    | 6. Januar 2012    |
| 2  | Sergipe                    | Bundesstaat    | 15. Juli 2012     | 5. Juli 2012      |
| 3  | Espírito Santo             | Bundesstaat    | 15. August 2012   | 15. August 2012   |
| 4  | Bahia                      | Bundesstaat    | 26. November 2012 | 4. Oktober 2012   |
| 5  | Distrito Federal do Brasil | Bundesdistrikt | 1. Dezember 2012  | 1. Dezember 2012  |
| 6  | Piauí                      | Bundesstaat    | 17. Dezember 2012 | 14. Dezember 2012 |
| 7  | São Paulo                  | Bundesstaat    | 20. Dezember 2012 | 18. Dezember 2012 |
| 8  | Ceará                      | Bundesstaat    | 15. März 2013     | 7. März 2013      |
| 9  | Mato Grosso do Sul         | Bundesstaat    | 2. April 2013     | 25. März 2013     |
| 10 | Paraná                     | Bundesstaat    | 3. April 2013     | 26. März 2013     |
| 11 | Rio de Janeiro             | Bundesstaat    | 19. April 2013    | 18. April 2013    |
| 12 | Rondônia                   | Bundesstaat    | 26. April 2013    | 26. April 2013    |
| 13 | Santa Catarina             | Bundesstaat    | 29. April 2013    | 29. April 2013    |
| 14 | Paraíba                    | Bundesstaat    | 29. April 2013    | 29. April 2013    |

#### Chile
In Chile wurde am 7. Dezember 2021 die gleichgeschlechtliche Ehe von der Abgeordnetenkammer angenommen (82 Ja, 20 Nein, 2 Enthaltungen). Gleichzeitig wurde die automatische Scheidung von Transgender-Personen aufgehoben, die ihren Namen und ihr rechtliches Geschlecht ändern lassen.
2012 wurde eine Klage bei der Interamerikanischen Kommission für Menschenrechte eingereicht.
Der Gesetzesentwurf zur Öffnung der Ehe für gleichgeschlechtliche Paare wurde erstmals im Dezember 2014 in das Parlament eingebracht.
Im Februar 2015 verkündete die Regierung, das derzeitige Ehegesetz nicht verteidigen zu wollen.
Im Dezember 2021 verabschiedeten beide Kammern des Parlaments ein Gesetz zur Eheerlaubnis; Präsident Sebastián Piñera unterzeichnete es. Das Gesetz trat am 9. März 2022 in Kraft.

#### Costa Rica
Costa Rica führte die gleichgeschlechtliche Ehe am 26. Mai 2020 ein. Anderthalb Jahre zuvor hatte der Interamerikanische Gerichtshof für Menschenrechte beschlossen, dass die gleichgeschlechtliche Ehe ein Menschenrecht ist. Wegen dieser rechtsverbindlichen Entscheidung war auch die Regierung Costa Ricas gezwungen, innerhalb von 18 Monaten die gleichgeschlechtliche Ehe zu legalisieren. Im August 2018 hatte das Verfassungsgericht von Costa Rica (Corte Suprema de Justicia) geurteilt, dass bis zum Februar 2020 die gleichgeschlechtliche Ehe gesetzlich erlaubt werden muss. Präsident Carlos Alvarado Quesada begrüßte seinerzeit dieses Urteil.

#### Ecuador
In Ecuador stimmte das Verfassungsgericht im Juni 2019 für die Legalisierung der Ehe für gleichgeschlechtliche Paare.

#### Falklandinseln
Im März 2017 wurde auf dem britischen Überseegebiet der Falklandinseln die gleichgeschlechtliche Ehe durch Parlamentsbeschluss ermöglicht.

#### Kanada

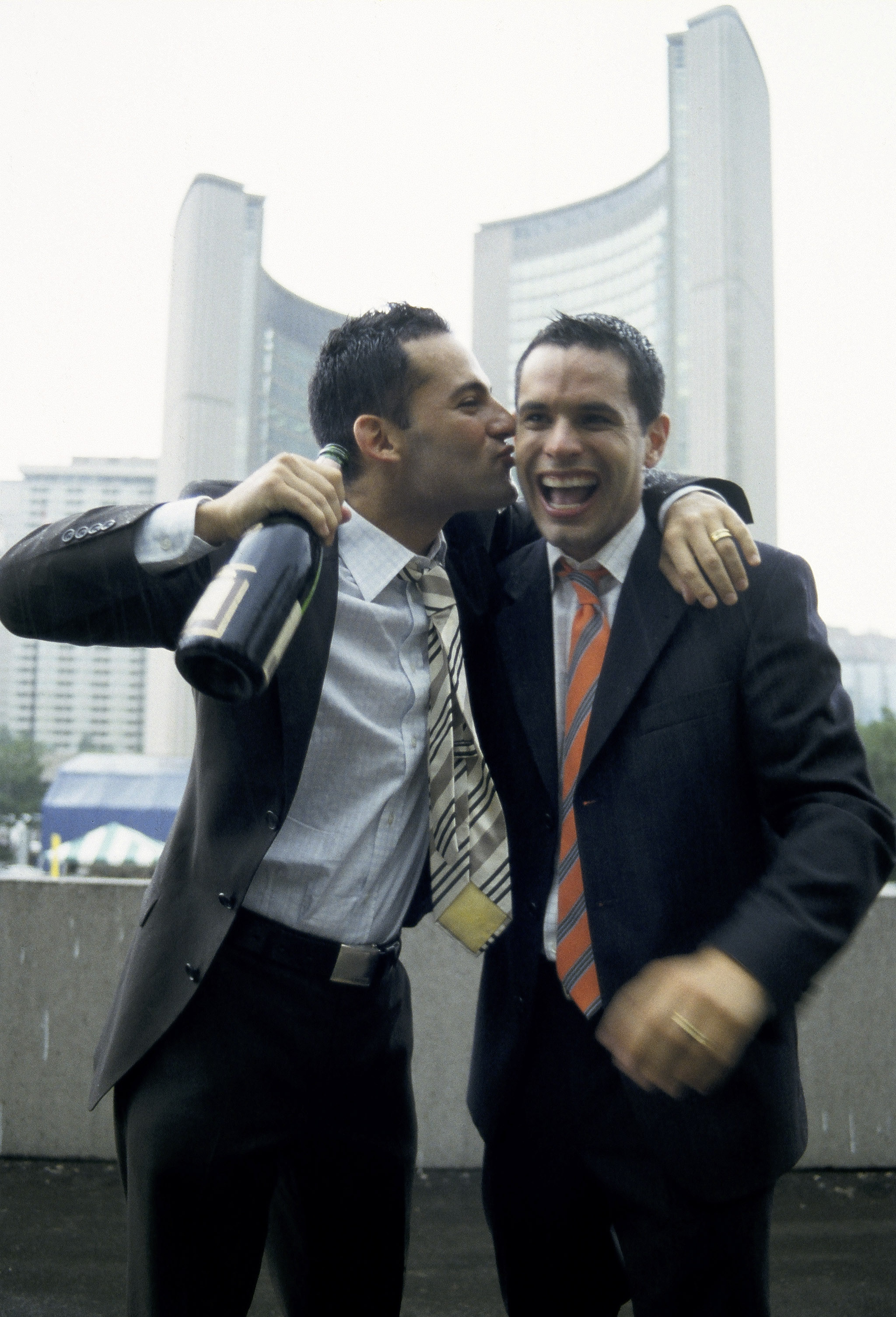
Hochzeit von Mathieu Chantelois und Marcelo Gomez in Toronto, eine der ersten gleichgeschlechtlichen Ehen in Kanada

In Kanada haben gleichgeschlechtliche Paare das Recht auf Eheschließung.
Das Gesetz Bill C-38 zur Eheöffnung wurde am 28. Juni 2005 im kanadischen Unterhaus und am 19. Juli 2005 im kanadischen Senat verabschiedet. Das Gesetz trat am 20. Juli 2005 in Kraft.
Vor der Eheöffnung im ganzen Land gab es bereits Eheöffnungen durch Gerichtsentscheidungen in zahlreichen Teilgebieten Kanadas, wie die folgende Tabelle aufzeigt.
|   | Teilgebiet               | Typ         | in Kraft           | Beschluss          | durch   |
| - | ------------------------ | ----------- | ------------------ | ------------------ | ------- |
| 1 | Ontario                  | Provinz     | 10. Juni 2003      | 10. Juni 2003      | Gericht |
| 2 | British Columbia         | Provinz     | 8. Juli 2003       | 8. Juli 2003       | Gericht |
| 3 | Québec                   | Provinz     | 19. März 2004      | 19. März 2004      | Gericht |
| 4 | Yukon                    | Territorium | 14. Juli 2004      | 14. Juli 2004      | Gericht |
| 5 | Manitoba                 | Provinz     | 16. September 2004 | 16. September 2004 | Gericht |
| 6 | Nova Scotia              | Provinz     | 24. September 2004 | 24. September 2004 | Gericht |
| 7 | Saskatchewan             | Provinz     | 5. November 2004   | 5. November 2004   | Gericht |
| 8 | Neufundland und Labrador | Provinz     | 21. Dezember 2004  | 21. Dezember 2004  | Gericht |
| 9 | New Brunswick            | Provinz     | 23. Juni 2005      | 23. Juni 2005      | Gericht |

#### Kolumbien
In Kolumbien haben gleichgeschlechtliche Paare das Recht auf Eheschließung.
Am 26. Juli 2011 entschied das Verfassungsgericht von Kolumbien, dass gleichgeschlechtliche Paare das Recht darauf haben, ihre Partnerschaft mit denselben Rechten und Pflichten wie verschiedengeschlechtliche Paare auch eintragen zu lassen, und das Parlament von Kolumbien wurde durch das höchstgerichtliche Urteil verpflichtet, bis 20. Juni 2013 ein Gesetz zu verabschieden, welches gleichgeschlechtlichen Paaren dies ermöglicht. Würde das Parlament das Urteil nicht bis zum 20. Juni 2013 umsetzen, hätten gleichgeschlechtliche Paare in Kolumbien automatisch das Recht, bei einem Notar oder Richter ihre Partnerschaft eintragen zu lassen. Jedoch spezifizierte das Verfassungsgericht von Kolumbien dabei nicht, ob gleichgeschlechtliche Paare das Recht auf Eheschließung haben.
Eine Gesetzesvorlage zur gleichgeschlechtlichen Ehe wurde im April 2013 abgelehnt. Im September 2013 trugen die ersten gleichgeschlechtlichen Paare ihre Partnerschaft in Form einer Ehe ein. Einige der ersten Ehen wurden jedoch von Gerichten annulliert. Im April 2016 bestätigte das Verfassungsgericht in einer weiteren Grundsatzentscheidung die sofortige landesweite Eheöffnung.

#### Kuba
In einer Volksabstimmung über ein neues Familienrecht am 25. September 2022 nahm bei einer Wahlbeteiligung von 74 % eine Mehrheit von 66,87 % das Gesetz an. Es sieht gleichgeschlechtliche Ehen und deren Adoptionsrecht vor.

#### Mexiko
Die Regelung des Familienrechts in Mexiko obliegt den Bundesstaaten. Gleichgeschlechtliche Paare haben in Coahuila, Quintana Roo und dem Hauptstadtbezirk das Recht auf Eheschließung.
Gleichgeschlechtliche Ehen können im Gebiet von Mexiko-Stadt seit 4. März 2010 geschlossen werden. Weithin gibt es die gleichgeschlechtliche Ehe im Bundesstaat Quintana Roo, seit September 2014 im Bundesstaat Coahuila, seit Juni 2015 im Bundesstaat Chihuahua und seit Dezember 2015 im Bundesstaat Nayarit.
Seit Ende 2022 ist in allen Bundesstaaten eine gleichgeschlechtliche Ehe möglich.

#### Uruguay
In Uruguay haben gleichgeschlechtliche Paare das Recht auf Eheschließung.
Die Senatorin Margarita Percovich von der Breiten Front, die sich im Jahr 2007 bereits erfolgreich für die Einführung von eingetragenen Partnerschaften eingesetzt hatte, kündigte im Mai 2009 an, ein Gesetz zur Öffnung der Ehe ins Parlament einzubringen. Dieser Vorstoß wurde 2011 vom Abgeordneten Sebastián Sabini von der regierenden Partei der Breiten Front mit einem Gesetzentwurf vorangetrieben. Am 12. Dezember 2012 wurde der Gesetzentwurf zur Eheöffnung mit breiter Mehrheit im Parlament angenommen.
Am 10. April 2013 stimmte nach dem Senat auch das Unterhaus mit einer breiten Mehrheit dem Gesetz zu.

#### Vereinigte Staaten
In den Vereinigten Staaten haben gleichgeschlechtliche Paare das Recht auf Eheschließung.
Mangels Regelung im Bundesrecht oblag die Entscheidung über gleichgeschlechtliche Ehen in den USA den einzelnen Bundesstaaten. Daher unterschied sich die rechtliche Situation je nach Staat stark, bevor der Oberste Gerichtshof im Urteil Obergefell v. Hodges am 26. Juni 2015 ein verfassungsmäßiges Recht auf Eingehung einer gleichgeschlechtlichen Ehe feststellte.
Im März 2015 ermöglichten bereits 37 Staaten sowie die Hauptstadt Washington, D. C., gleichgeschlechtliche Ehen. Demgegenüber bestand ein generelles Verbot, welches fast immer auch eingetragene Partnerschaften einschloss und in den einzelnen Verfassungen einiger Staaten verankert bleibt, fast nur noch im klassischen Bible Belt und den dünn besiedelten Staaten der Great Plains. Solche Verbote wurden jedoch nichtig, wenn ein Gericht entschied, dass dies gegen die Bundesverfassung verstößt, was in zahlreichen Fällen auch geschah. Nur wenige (neben der Hauptstadt nur elf), meist urban geprägte und allgemein sehr liberale Staaten öffneten die Ehe durch einen Parlamentsbeschluss oder Volksentscheid; in den anderen erfolgte dies durch Gerichtsentscheidung. Die Staaten wehrten sich hier zumeist sehr stark, so dass die Klagen – mit einem relativ klaren Tenor, dass das Verbot gegen die US-Verfassung verstoße – fast durchweg bis zu den Bundesberufungsgerichten durch die Instanzen wanderten, welche die zweithöchste gerichtliche Ebene darstellen.
Mit der Entscheidung des Obersten Gerichtshofs vom 26. Juni 2015 fiel ein endgültiges Urteil für die Öffnung der Ehe in den gesamten USA. Der Gerichtshof erklärte das Verbot gleichgeschlechtlicher Ehen in einer Entscheidung 5:4 für unvereinbar mit dem Grundsatz der Gleichheit vor dem Gesetz, der im 14. Zusatzartikel der Verfassung festgeschrieben ist, und damit für verfassungswidrig. Damit muss von nun an jeder der fünfzig Bundesstaaten die Eheschließung gleichgeschlechtlicher Paare im eigenen Bundesstaat sowie die Anerkennung anderswo geschlossener Ehen garantieren.
Im Durchschnitt der USA werden gleichgeschlechtliche Ehen seit etwa 2011 von einer Mehrheit der Bevölkerung unterstützt, wobei sich die Ergebnisse in den verschiedenen Bundesstaaten stark unterscheiden.
| Umfrageinstitut     | Datum             | Dafür | Dagegen |
| ------------------- | ----------------- | ----- | ------- |
| Gallup              | 17. März 1996     | 27 %  | 68 %    |
| Gallup              | 9. Februar 1999   | 35 %  | 62 %    |
| Gallup              | 4. Mai 2004       | 42 %  | 55 %    |
| Gallup              | 25. August 2005   | 37 %  | 59 %    |
| Gallup              | 11. Mai 2006      | 39 %  | 58 %    |
| Gallup              | 13. Mai 2007      | 46 %  | 53 %    |
| Gallup              | 11. Mai 2008      | 40 %  | 56 %    |
| Gallup              | 10. Mai 2009      | 40 %  | 57 %    |
| Gallup              | 6. Mai 2010       | 44 %  | 53 %    |
| Gallup              | 8. Mai 2011       | 53 %  | 44 %    |
| Gallup              | 18. Dezember 2011 | 48 %  | 48 %    |
| Gallup              | 6. Mai 2012       | 50 %  | 48 %    |
| Gallup              | 29. November 2012 | 53 %  | 46 %    |
| Washington Post/ABC | 10. März 2013     | 58 %  | 36 %    |
| Gallup              | 7. Mai 2013       | 53 %  | 45 %    |
| Gallup              | 14. Juli 2013     | 54 %  | 43 %    |
| Gallup              | 21. Mai 2014      | 55 %  | 42 %    |
| Gallup              | 19. Mai 2015      | 60 %  | 37 %    |
| Gallup              | 2018              | 67 %  | 31 %    |
| Gallup              | 1. Juni 2022      | 71 %  |         |

#### Venezuela
Im Januar 2014 wurde ein Gesetzesentwurf zur Öffnung der Ehe in die Nationalversammlung eingebracht. Eine erste Abstimmung wurde Ende 2015[veraltet] erwartet.

### Afrika

Rechtliche Situation für gleichgeschlechtliche Paare in Afrika
Homosexuelle Handlungen legal:
Gleichgeschlechtliche Ehe
Eingeschränkte Anerkennung im Ausland geschlossener gleichgeschlechtlicher Ehen (Aufenthaltsrecht für Ehepartner)
Keine Anerkennung
Homosexuelle Handlungen illegal:
Ausgesetzte Gefängnisstrafe
Gefängnisstrafe
Ausgesetzte Todesstrafe
Todesstrafe

In vielen Staaten Afrikas steht Homosexualität unter Strafe, in einigen drohen lange Haftstrafen, in einigen wenigen sogar die Todesstrafe. Demnach kommt auch die Entwicklung neuer Gesetzesinitiativen zur staatlichen Anerkennung gleichgeschlechtlicher Paare nur äußerst langsam voran.
Das einzige afrikanische Land, in dem gleichgeschlechtliche Paare das Recht auf Eheschließung genießen, ist Südafrika (Stand: Februar 2015): Im November 2006 votierte das südafrikanische Parlament mit 230 zu 41 Stimmen für einen Gesetzentwurf, der den Zugang zur bürgerlichen Ehe für gleichgeschlechtliche Paare öffnete.
In Namibia ist seit dem 30. Dezember 2024 die gleichgeschlechtliche Ehe gesetzlich verboten (siehe auch Homosexualität in Namibia).

### Asien

Rechtliche Situation für gleichgeschlechtliche Paare in Asien
Gleichgeschlechtliche Ehe
Eingetragene Partnerschaft
Eingeschränkte Anerkennung gleichgeschlechtlicher Paare
Gesetz zur Einführung der gleichgeschlechtlichen Ehe wird erarbeitet
Anerkennung ausländischer gleichgeschlechtlicher Ehen
Teilweise Anerkennung ausländischer gleichgeschlechtlicher Ehen
Keine Anerkennung
Äußerungs- und Versammlungsfreiheit eingeschränkt
De jure unter Strafe, de facto keine Strafverfolgung
Haftstrafe
Lebenslange Haft
Ausgesetzte Todesstrafe
Todesstrafe

Das erste asiatische Land, das gleichgeschlechtlichen Paaren die Eheschließung erlaubte, war 2019 Taiwan. 2023 folgte Nepal; in beiden Fällen lagen den Legalisierungen Gerichtsurteile zugrunde. 2025 folgte Thailand als drittes Land des Kontinents. Relativ viele Staaten verhängen Strafen für Homosexuelle, deren Maß bis hin zur Todesstrafe reicht, und/oder schränken ihre Meinungsfreiheit ein. In einigen wenigen asiatischen Staaten – wie zum Beispiel Israel – gibt oder gab es jedoch Bemühungen, gleichgeschlechtliche Paare von staatlicher Seite her anzuerkennen.

#### Israel
Israel erkennt, neben Armenien, als einziges Land Asiens gleichgeschlechtliche Ehen an, die in anderen Ländern geschlossen wurden. Im Mai 2012 und im Dezember 2013 scheiterten Anträge zur Einführung des Rechts auf gleichgeschlechtliche Eheschließung im Parlament.
| Umfrageinstitut | Datum     | Dafür | Dagegen |
| --------------- | --------- | ----- | ------- |
| Channel 10      | Juni 2018 | 58 %  | ?       |

#### Japan
Um in Japan das Recht auf Eheschließung für gleichgeschlechtliche Paare einzuführen, bedürfte es einer verfassungsändernden Mehrheit im japanischen Parlament; denn in Artikel 24 der japanischen Verfassung heißt es: „Die Ehe soll nur auf dem gegenseitigen Einvernehmen beider Geschlechter basieren und durch die Kooperation sowie gleichen Rechte von Mann und Frau als Basis aufrechterhalten werden.“
Am 17. März 2021 urteilte das Bezirksgericht Sapporo, gleichgeschlechtlichen Paaren die Vorteile der Ehe rechtlich gänzlich vorzuenthalten, verletze das verfassungsmäßig verbriefte Recht auf Gleichbehandlung.
| Umfrageinstitut             | Datum             | Dafür  | Dagegen |
| --------------------------- | ----------------- | ------ | ------- |
| Nihon Yoron Chōsakai        | 2. März 2014      | 42,3 % | 52,4 %  |
| Shūdō-Universität Hiroshima | 28. November 2015 | 51,7 % | 41,3 %  |

#### Kambodscha
Obwohl gleichgeschlechtliche Paare in Kambodscha kein Recht auf Eheschließung haben, gaben Behörden in den Provinzen Kandal, Takeo, Prey Veng und Kampong Chhnang innerhalb der letzten zwanzig Jahre Heiratsurkunden an insgesamt mindestens 15 weibliche Paare aus.

#### Nepal
2008 hat der Oberste Gerichtshof des Landes entschieden, dass jegliche Diskriminierung aufgrund der sexuellen Orientierung verboten ist. Die 2010 eingesetzte Kommission zum Studium der Gesetzeslage anderer Länder veröffentlichte im Februar 2015 ihren Bericht mit der Empfehlung, die Ehe für gleichgeschlechtliche Paare zu öffnen. Im Juni 2023 hat das Oberste Gericht schließlich verfügt, dass die Ehe für alle eingeführt wird, womit das Parlament aufgefordert war, eine entsprechende gesetzliche Grundlage zu schaffen. Nachdem auf die Gerichtsentscheidung hin das nationale Zivilstandsamt (Department of National ID and Civil Registration) die Kommunen in einem Runderlass aufgefordert hatte, entsprechende Ehebescheinigungen auszustellen, wurde im Distrikt Lamjung am 29. November 2023 eine erste Ehe zwischen zwei Männern amtlich anerkannt. Damit war Nepal das erste Land in Südasien und nach Taiwan das zweite in Asien, das die gleichgeschlechtliche Ehe legalisierte. Nachdem in der Folge jedoch andere amtliche Stellen die Anerkennung gleichgeschlechtlicher Ehen zunächst abgelehnt hatten, wurde nach Lobbyarbeit einer Betroffenen-NGO im April 2024 noch ein zweiter Erlass, diesmal direkt vom Innenministerium, an alle lokalen Behörden gerichtet mit der Anordnung, gleichgeschlechtliche Ehen zu bescheinigen und bis zu einer endgültigen gesetzlichen Regelung in ein separat zu führendes vorläufiges Eheschließungsregister einzutragen. LGBT-Vertreter begrüßten den Schritt.

#### Taiwan
Im Oktober 2013 wurde ein Gesetzesentwurf zur Öffnung der Ehe für gleichgeschlechtliche Paare in das Parlament eingebracht. Die erste Lesung fand im Dezember 2014 statt.
Zwei Gesetzesentwürfe zur Gleichstellung gleichgeschlechtlicher Paare in der Ehe haben am 8. November 2016 die erste Lesung im Parlament passiert und wurden anschließend an Unterausschüsse zur weiteren Diskussion verwiesen.
Am 24. Mai 2017 urteilte das Verfassungsgericht, dass die bisherige Gesetzeslage gegen die in der Verfassung verankerten Rechte auf Gleichbehandlung und Eingehung der Ehe verstoße, und setzte dem Gesetzgeber eine Frist von zwei Jahren, um gleichgeschlechtlichen Paaren die Ehe zu öffnen. Am 24. Mai 2019 wurde Taiwan zum ersten Staat in Asien, der die gleichgeschlechtliche Ehe einführte.
| Umfrageinstitut                             | Datum         | Dafür | Dagegen |
| ------------------------------------------- | ------------- | ----- | ------- |
| Institut für Soziologie bei Academia Sinica | 9. Juli 2013  | 53 %  | 37 %    |
| Kuomintang                                  | November 2016 | 52 %  | 43 %    |

In der Gruppe der 20- bis 29-Jährigen betrug die Zustimmungsrate 78 %. Noch vor zehn Jahren waren 25 % dafür und 55 % dagegen.

#### Thailand
Im Jahre 2014 befand sich ein Gesetzentwurf zur Öffnung der Ehe im thailändischen Parlament. Dieser Gesetzentwurf stieß bei ersten Beratungen auf Zustimmung einer Mehrheit im Parlament, rückte jedoch aufgrund der aufflammenden politischen Krise in Thailand in den Hintergrund. 2023 stimmte das Parlament schließlich mit 369 gegen 10 Stimmen dem Gesetz zu. Am 18. Juni 2024 stimmte auch der Senat für die Ehe für alle. Das Gesetz wurde von König Maha Vajiralongkorn am 25. September 2024 unterschrieben und trat am 23. Januar 2025 in Kraft.

#### Türkei
Während der Neuschreibung der türkischen Verfassung forderte die Oppositionspartei BDP eine Liberalisierung der Ehegesetze und eine Einbeziehung der gleichgeschlechtlichen Ehe. Die größte Oppositionspartei des türkischen Parlamentes, die CHP, unterstützte den Vorschlag. Die größte Partei im Parlament AKP ist gegen die gleichgeschlechtliche Ehe, obwohl Präsident Erdoğan, der Parteivorsitzende der AKP, bei der Gründung seiner Partei im Jahre 2002 noch komplett gleiche Rechte für LGBT-Bürger unterstützte. Gemäß einer Antwort auf eine Anfrage der Barış ve Demokrasi Partisi aus dem Jahr 2012 ist eine parlamentarische Diskussion über die gleichgeschlechtliche Ehe dann zu erwarten, wenn alle politischen Parteien sich in den Ausschüssen versammeln, um eine neue Verfassung zu etablieren. In einer Umfrage über die türkische Haltung zur Sexualität unterstützten 3,6 % der Türken die gleichgeschlechtliche Ehe.

### Australien und Ozeanien

Rechtliche Situation für gleichgeschlechtliche Paare in Ozeanien
Gleichgeschlechtliche Ehe
Anerkennung im Ausland geschlossener gleichgeschlechtlicher Ehen
Keine Anerkennung
Verfassungsverbot der gleichgeschlechtlichen Ehe
De jure unter Strafe, de facto keine Strafverfolgung
Homosexuelle Handlungen illegal

#### Australien
In Australien haben gleichgeschlechtliche Paare ein Recht auf Eheschließung.
Am 13. September 2013 kündigte die Regierung des Australian Capital Territory (ACT) einen Gesetzentwurf zur Öffnung der Ehe im ACT an. Am 10. Oktober 2013 kündigte der australische Justizminister George Brandis im Namen der konservativen Bundesregierung an, dass die Bundesregierung dagegen vor Gericht ziehen würde, sollte das ACT die Eheöffnung für sich allein beschließen. Die Regierung des ACT ignorierte die Drohung des Justizministers und das Parlament des ACT beschloss am 22. Oktober 2013 die Öffnung der Ehe im ACT. Die konservative australische Regierung machte ihre Drohung wahr, legte Einspruch vor dem Obersten Gericht Australiens ein und bekam Recht; das Gesetz zur Öffnung der Ehe im ACT wurde am 12. Dezember 2013 für nichtig erklärt. Das Oberste Gericht Australiens begründete die Aufhebung des Gesetzes allerdings nicht damit, dass gleichgeschlechtliche Paare kein Recht auf Eheschließung hätten, sondern damit, dass eine Einführung der gleichgeschlechtlichen Ehe nur bundesweit möglich sei und nicht nur in einem Teil Australiens. Die Bundesregierung sei frei, darüber zu entscheiden, ob sie die gleichgeschlechtliche Ehe in ganz Australien einführen wolle. Die (konservative) australische Regierung sprach sich allerdings weiterhin in weiten Teilen gegen die Öffnung der Ehe aus.
Wie bereits im Sommer 2014 zum ersten Mal bekannt geworden, sprechen sich im australischen Parlament immer mehr Abgeordnete für eine freie Abstimmung ohne Fraktionszwang zur Eheöffnung aus. Nach dem Coming-out des Schwimmstars Ian Thorpe im australischen Fernsehen im Jahr 2014 war im darauffolgenden Jahr das irische Referendum zur Eheöffnung ein weiterer Auslöser für eine erneute Debatte. Allerdings sprachen sich nach wie vor viele Abgeordnete der Regierungsparteien und auch der damalige Premierminister Tony Abbott gegen die Eheöffnung aus. Die Liberal Party of Australia, die größte Regierungspartei, entschied sich gegen eine Freigabe der Abstimmung für ihre Abgeordneten. Bis September 2016 wurden 21 Gesetzentwürfe zur gleichgeschlechtlichen Ehe ins australische Parlament eingebracht; keiner wurde angenommen. Die amtierende Regierung schlug vor, im Jahr 2017 ein landesweites Referendum über die gleichgeschlechtliche Ehe abzuhalten; dies wurde jedoch zweimal, im November 2016 und im August 2017, vom Senat abgelehnt. Die dortige Mehrheit von Labor Party und Grünen argumentierte, ein Referendum würde zu hohe Kosten verursachen und eine kontroverse öffentliche Debatte würde der LGBT-Community möglicherweise Schaden zufügen. Die Senatoren wünschten stattdessen eine Abstimmung im Parlament. Die Regierung kündigte schließlich an, in den Monaten September bis November 2017 eine landesweite freiwillige Befragung per Post zu dieser Frage abzuhalten. Bei dieser Volksabstimmung votierten 62 Prozent der Teilnehmenden (Stimmbeteiligung rund 80 Prozent) für die Öffnung der Ehe. Malcolm Turnbull, Premierminister von September 2015 bis August 2018, gilt als Befürworter der gleichgeschlechtlichen Ehe.
Die oppositionelle Labor Party unterstützte in ihrem Wahlprogramm die gleichgeschlechtliche Ehe; sie erlaubte ihren Parlamentsabgeordneten eine Gewissensentscheidung zu diesem Thema.
Am 7. Dezember 2017 beschloss das australische Parlament die Einführung der gleichgeschlechtlichen Ehe.

#### Neuseeland
In Neuseeland, mit Ausnahme Tokelaus, haben gleichgeschlechtliche Paare das Recht auf Eheschließung.
Am 17. April 2013 stimmte das neuseeländische Parlament in dritter und letzter Lesung für ein Gesetz zur eherechtlichen Gleichstellung gleichgeschlechtlicher Paare. Es trat im August 2013 in Kraft.

#### US-amerikanisches Territorium Guam
Im US-amerikanischen Territorium Guam wurde im Juni 2015 die Ehe für gleichgeschlechtliche Paare geöffnet.

#### Britisches Territorium Pitcairninseln
Im britischen Territorium Pitcairninseln wurde die Ehe unter gleichgeschlechtlichen Paaren im Mai 2015 zugelassen.

## Religion und gleichgeschlechtliche Ehe
Viele Religionsgemeinschaften lehnen gleichgeschlechtliche Ehen ab und bieten deshalb auch keine Möglichkeit, eine Ehe mit einer religiösen Zeremonie zu schließen. Eine Reihe, überwiegend protestantische Glaubensgemeinschaften, sehen das anders und bieten gleichgeschlechtlichen Paaren religiöse Feiern dazu an. Von diesen sind hier einige aufgeführt.

### Christentum
- Evangelische Kirche in Hessen und Nassau[409][410]
- Evangelische Kirche im Rheinland[411]
- Evangelische Kirche Berlin-Brandenburg-schlesische Oberlausitz[412]
- Evangelische Landeskirche in Baden[413]
- Evangelisch-Lutherische Kirche in Bayern als Segnung[414], als Trauung ab April 2025[415][416]
- Evangelisch-lutherische Landeskirche in Braunschweig (seit 1. Januar 2022)[417]
- Bremische Evangelische Kirche[418]
- Evangelisch-lutherische Landeskirche Hannovers[419]
- Lippische Landeskirche[420]
- Evangelisch-Lutherische Kirche in Norddeutschland[421]
- Evangelisch-Lutherische Kirche in Oldenburg[422]
- Evangelisch-Lutherische Landeskirche Sachsens („weitgehende Gleichstellung“ von Trauung und Segnung)[423]
- Evangelische Kirche der Pfalz[424][425]
- Evangelisch-reformierte Kirche innerhalb der EKD[426]
- Evangelische Kirche von Kurhessen-Waldeck[427]
- Evangelische Kirche von Westfalen[428][429]
- Dänische Volkskirche[430]
- Schwedische Kirche[431]
- Norwegische Kirche[432]
- Isländische Staatskirche[433]
- Protestantische Kirche in den Niederlanden[434]
- Vereinigte Protestantische Kirche Frankreichs[435]
- Evangelische Kirche H.B. in Österreich[436]
- Evangelisch-reformierte Kirche Schweiz[437]
- Reformierte Kirche Aargau[438]
- Evangelisch-reformierte Landeskirche beider Appenzell[439]
- Evangelisch-reformierte Kirche des Kantons Basel-Landschaft[439]
- Evangelisch-reformierte Kirche Basel-Stadt[439]
- Reformierte Kirchen Bern-Jura-Solothurn[440]
- Evangelisch-reformierte Kirche des Kantons Freiburg[439]
- Église Protestante de Genève[441]
- Evangelisch-Reformierte Landeskirche des Kantons Glarus[439]
- Evangelisch-reformierte Landeskirche Graubünden[439]
- Evangelisch-Reformierte Landeskirche des Kantons Luzern[439]
- Église réformée évangélique du canton de Neuchâtel[442]
- Evangelisch-Reformierte Kirche Nidwalden[439]
- Evangelisch-reformierte Kirche des Kantons Schaffhausen[439]
- Evangelisch-reformierte Kantonalkirche Schwyz[439]
- Evangelisch-reformierte Kirche des Kantons St. Gallen[443]
- Verband der evangelisch-reformierten Kirchgemeinden des Kantons Obwalden[439]
- Chiesa evangelica riformata nel Ticino[439]
- Evangelische Landeskirche des Kantons Thurgau[444]
- Evangelisch-Reformierte Kirche des Wallis[439]
- Evangelisch-reformierte Kirchgemeinde des Kantons Zug[439]
- Evangelisch-reformierte Landeskirche des Kantons Zürich[445]
- Christkatholische Kirche der Schweiz[446]
- Quäker im Vereinigten Königreich[447]
- United Reformed Church im Vereinigten Königreich[448]
- Reformierte Church of Scotland[449]
- Anglikanische Kirche in Schottland[450]
- United Church of Christ (USA)[451]
- United Church of Canada[452]
- Anglikanische Kirche von Kanada[453]
- Presbyterianische Kirche (USA)[454]
- Evangelical Lutheran Church in America[455]
- Evangelical Lutheran Church in Canada[456]
- Episkopalkirche der Vereinigten Staaten von Amerika[457]
- Igreja Episcopal Anglicana do Brasil[458]
- Methodist Church of Great Britain[459]
- United Methodist Church[460]
- Uniting Church in Australia[461]
- Metropolitan Community Church (weltweit)
- Unity Church (weltweit)
- Unitarier (weltweit)

### Judentum
- Teile des Reformjudentums (liberales Judentum)[462]
- im Rekonstruktionismus[463]

## Trivia
Nach einem großen internationalen Wettbewerb der Fluggesellschaft SAS feierte das Berliner Paar Shantu Bhattacharjee und Aleksandar Mijatovic im Jahr 2010 die weltweit erste gleichgeschlechtliche Hochzeit über den Wolken. Sie gewannen eine Abstimmung in den Sozialen Medien mit über 80.000 Stimmen. Christofer Fjellner, Mitglied des Europäischen Parlaments, vollzog die Hochzeitszeremonie während eines Fluges vom Flughafen Stockholm/Arlanda zum Newark Liberty International Airport. Wenig später folgte ihnen auf dem gleichen Flug mit Ewa Tomaszewicz und Gosia Rawinska das erste lesbische Pärchen.